# ドラゴンクエストXI 過ぎ去りし時を求めて
『ドラゴンクエストXI 過ぎ去りし時を求めて』（ドラゴンクエストイレブン すぎさりしときをもとめて）は、2017年7月29日にスクウェア・エニックスより発売されたコンピュータRPG。ドラゴンクエストシリーズのナンバリングタイトル第11作目。対応機種・プラットフォームはPlayStation 4（PS4）、ニンテンドー3DS（日本のみ）、Steam（日本を除く）。
2018年9月4日には、リマスター版「Dragon Quest XI: Echoes of an Elusive Age」（以下北米版）が発売された。対応機種・プラットフォームはPS4/Steam（日本を除く）。
2019年9月27日には、リメイク版『ドラゴンクエストXI 過ぎ去りし時を求めて S』（Definitive Edition、以下11S）が発売された。対応機種・プラットフォームはNintendo Switch。
2020年12月4日には、移植版が発売された。対応機種・プラットフォームはPS4/Xbox One/Windows 10/Epic Gamesストア（Steam版は12月5日）。

## 概要
『X』はネットワーク接続が必要なMMORPGだったが、本作は『I』から『IX』までと同様のスタンドアローンのRPGとなる。戦闘も『X』がリアルタイムでの非ターン制だったのに対し、本作は『IX』以前同様、非リアルタイムのターン制に戻した。
シリーズ開発の中心人物である堀井雄二によると、『過ぎ去りし時を求めて』というサブタイトルはシリーズ30周年の思いを込め、時間を絡めた物語なのでこうなったとのこと。原点回帰を掲げ、『I』のタイトルロゴを反転させた絵をロゴのバックの絵にした。
作曲はシリーズおなじみのすぎやまこういちが担当。「序曲」はイントロが『I』から『III』で使用された曲のアレンジとなっている。本作のために40曲近くを作曲し、過去作からの既存曲も数多く採用されている。
2022年12月9日には本作の登場人物「カミュ」と「マヤ」の幼年時代を描いたスピンオフ作品としてNintendo Switch用ソフト『ドラゴンクエスト トレジャーズ 蒼き瞳と大空の羅針盤』が発売された。

### オリジナル版
2013年の企画開始当初はPlayStation 4のみでの発売予定だったが、採算面で不安視されたため、ニンテンドー3DS版も追加された。前作『X』までは委託先または自社開発のゲームエンジンを採用していたが、本作のPS4版では外部メーカーであるEpic GamesのUnreal Engine 4（UE4）を採用した。UE4を採用したとはいえPS4版の開発の手間が大幅に軽減できたわけではなく、PS4版の開発開始が先行したのはUE4の技術検証のためであり、実際の開発は手間が比較的かからない3DS版の制作を先行させ、それに追随してPS4版の制作を本格化させる形となった。
2015年7月28日の「ドラゴンクエスト新作発表会」にて正式発表された、ドラゴンクエストシリーズのナンバリングタイトル第11作目。これまでのナンバリングタイトルは基本的に任天堂またはソニー・インタラクティブエンタテインメント（SIE）用のシングルプラットフォームだったが、シリーズ初の任天堂・SIEの両ハードでのマルチプラットフォームでの発売となる。
2017年7月17日のカウントダウンカーニバルミニステージにてコンテンツの追加はないと岡本北斗と堀井雄二が明言していたが、2018年9月4日に発売された北米版には様々なコンテンツが追加された。
2018年9月29日のDQXI Dev Team Interviewにてドラクエ11のシナリオについてはかなり削っており、ゲームをプレイしやすい量まで調整していると語っている。『S』では不採用になった部分のシナリオが追加されている。
パッケージ版は、PS4版、3DS版、その両方が入った「ドラゴンクエストXI ダブルパック 勇者のつるぎボックス」、PS4本体同梱版、Newニンテンドー2DS LL本体同梱版が発売され、ダウンロード版は、PlayStation Store、ニンテンドーeショップにてそれぞれ発売された。
- 2017年7月29日 PS4の日本語版が台湾で日本と同時発売となった。
- 2017年11月11日には台湾と香港でPlayStation 4版の繁体字版「勇者鬥惡龍XI 尋覓逝去的時光」が発売された。
- 2018年11月6日には『ドラゴンクエストモンスターズ』の新作として、本作の登場人物「カミュ」および「マヤ」が登場するスピンオフ作品の開発が発表された[16]。

### 北米版
2018年9月4日に発売された。プラットホームはPlayStation 4とSteam。5ヶ国語に翻訳され、『VIII』と同様、日本語版に先立って英語ボイス付属となった。
オリジナル版とUnreal Engineのバージョンが違い、アップデートというよりはリマスターに近いと岡本北斗Pが発言している。
- Draconian Questモードの追加、UIの変更、効果音変更、ダッシュ機能追加、キャラやカメラの動きを改善などさまざまな改良とバグ修正がされている。岡本北斗Pのtwitterに投稿された「日本ユーザー向けのアップデート対応はしますか」という質問に対し、「アップデートというよりはリマスターに近くコスト的に現実的ではない」と説明している。
- 2020年12月4日にSwitch移植版をベースにした移植版が発売されると告知もなくPS4とSteamのダウンロード版の販売が終了した[19]。北米版購入者への移植版へのアップデート対応はない。Steamストアページには「Notice: This version of DRAGON QUESTR XI: Echoes of an Elusive Age™ - Digital Edition of Light is no longer available.」と表示され現在は購入不可[20]。

### 『S』
2015年7月28日のPS4/3DS版（オリジナル）の発表会において、Switch版についても開発の意向が表明された。
2017年7月28日のオリジナル版発売前日に堀井雄二が、同時発売ではないけどSwitch版の開発準備をしていると明言している。
2017年10月には、Switch版がUnreal Engine4.15で開発されていることが明かされた。
2018年8月のPAX Eastにおいて岡本北斗は、西側諸国においてはSwitch版を必ず発売すると明言し、また当初は北米版との同時発売が考えられていたこと、それができなかったのは開発が間に合わなかったためであることを明かしている。
2018年9月23日、東京ゲームショウスクウェア・エニックスブースのステージ上において、Switch版（XI S）の発売が正式に発表された。販売は日本国内向けはスクウェア・エニックスが引き続いて直接手がけるが、日本以外については任天堂が担当する。ドラゴンクエストシリーズのナンバリングタイトルの中で移植時にタイトルが変わったのは本作が初めてである。
2019年10月6日のUNREAL FEST EAST 2019にて、PS4版（オリジナル）はUnreal Engine4.13（に本作独自改良を加えたもの）で作成されており、Switch版（XI S）はUnreal Engine4.18を使用していると発表されている。
パッケージ版は日本では、ゲーム本編とは別のボイスドラマや、英語版ボイス等の特典がダウンロードコンテンツ（DLC）で付属する「ゴージャス版」、さらに電子メモパッドやボイスドラマ台本を加えた「夢のゴージャス版」、特別デザインのSwitch本体と「ゴージャス版」が同梱された「ロトエディション」も発売された。海外版は日本語/英語のボイスが標準で切り替え可能。また、「ゴージャス版」のDLC（ボイスドラマは無し）および「新たなる旅立ちの書」に付属する見た目装備は「The Champion’s Pack」という無料DLCで入手可能。
- 2019年8月21日には「たっぷり遊べる体験版」が配信開始された。セーブデータは製品版に引き継げる上、体験版を最後までプレイするとクリア特典として「スキルのたね」が3個入手できる[32]。3Dモードのみだが、本編のホムスビ山地までの体験プレイが可能。
- 製品版は2019年9月27日に世界同時発売され、有料DLCの『ドラゴンクエストXI　過ぎ去りし時を求めて S』ボイスドラマ（全話セット）も同日に発売された。

#### 移植版
Switch移植版をベースにそれぞれのハードの処理能力に基づいた描画に調整されている。PS4オリジナル版、Steamオリジナル版、PS4北米版、Steam北米版からアップグレードはできないと発表されたため、フルプライスでの購入となる。PS5へのアップグレードも対応していないため後方互換機能によるプレイとなる。
- 2020年12月4日にはPS4版、Windows版、Xbox One版が世界同時発売された
- 2020年12月5日にはSteam版が世界同時発売された。

## プレイ環境

### Steam版
北米版推奨要件
OS: Windows® 10 64-bit
プロセッサー: AMD Ryzen 7 1800X / Intel Core i5-6600
メモリー: 8 GB RAM
グラフィック:  AMD Radeon RX Vega 56 / NVIDIA GeForce GTX 1060
DirectX: Version 11
ストレージ: 32 GB 利用可能
サウンドカード: DirectX Compatible Sound Card
11S推奨要件
OS: Windows® 10 64-bit
プロセッサー: AMD Ryzen™ 3 1200 / Intel® Core™ i5-6500
メモリー: 8 GB RAM
グラフィック: AMD Radeon™ R7 370 / NVIDIA® GeForce® GTX 960 / 2 GB VRAM
DirectX: Version 11
ストレージ: 40 GB 利用可能
サウンドカード: DirectX Compatible Sound Card
※11sはSwitch版がベースであるため、推奨要件がかなり緩和されている。

## 動画・生配信・画像投稿に関するガイドライン
2021年3月19日に改定された。
- 『ドラゴンクエストXI　過ぎ去りし時を求めて』ニンテンドー3DS版・PlayStation 4版[35]
- 『ドラゴンクエストXI　過ぎ去りし時を求めて S』PlayStation 4版・Xbox One版・Windows版・STEAM版・Nintendo Switch版・Epic Gamesストア版[36]

## ゲームシステム
本作における他シリーズとの差別点
リマスター版、リメイク版については後述の各バージョンの特徴の節を参照。

### 移動
従来にあった待機用の馬車はなく、5人以上になっても基本的に全員が行動を共にする。ニンテンドー3DS版では、移動中の画面には主人公と戦闘参加メンバー4人が表示される（主人公を戦闘参加メンバーに選択している場合は4人）。イベント中などに別行動になったり戦闘参加メンバー以外が表示される場合もあるが、完全に離脱していない限りは道具・装備や呪文などのコマンド操作は可能。
フィールドやダンジョン内で女神像がある場所では、キャンプをすることができる。キャンプでは休息による回復やセーブに加え、仲間との会話や行商人からの買い物（ダンジョン内を除く）も行える。さらにキャンプでのみ行える行動として、複数種類の素材を元に装備品を鍛造する「ふしぎな鍛冶」が用意されている。内容的には『X』の鍛冶職人とほぼ同様だが、一人プレイのオフライン作であることから作成難度は大幅に低くなっている。「うちなおしの宝珠」を使用することで、装備品ほぼ全般を強化することも可能となっている。

### 乗り物
馬
PS4版では町やキャンプの付近にある「馬呼びの鐘」を鳴らすことで、どのような土地でも瞬時に馬を呼び出して乗ることができる。乗馬時には加速走行に加え、毒の沼地をダメージを受けずに通行することが可能。なお馬に乗っている状態で加速走行すると弱めのモンスターに接触しても戦闘には突入せず、弾き飛ばす（大型モンスターに対しては不可）。3DS版ではフィールド上にいる馬に乗れるのみで、加速も弾き飛ばすこともできず、乗馬時に毒の沼地に入ってもダメージを受ける。
モンスター乗り物
モンスターの中には、倒すと乗れるものが存在する。ドラゴンライダーやスカルライダーといった騎乗系のモンスターや、内部に操縦者がいるメカ系のモンスターの一部が該当し、倒すと騎乗者や操縦者のみが消えて乗ることができるようになる。徒歩や通常の方法では行けない場所への移動などに用いるほか、弱い敵を弾き飛ばしたり、体当たりでダンジョンやフィールドの障害物を壊すなど、様々なアクションが行える。
モンスターに乗っている間はダメージ床を回避できるが、その代わり、歩くことで回復する効果が発生しない。また、逆にモンスター搭乗状態では侵入できない場所も存在する。
船（シルビア号）
ストーリーをある程度進めると利用可能になる。PS4版では桟橋がある場所、3DS版では歩ける陸地に接する場所で乗降できる。さらにマーメイドハープを入手すると、海上にある「白光の渦潮」と呼ばれるポイント間での移動が可能となり、通常の船旅や陸路では行けないエリアに入ることができる。
ケトス
「神の乗り物」とされる空飛ぶクジラ。ストーリー終盤で利用可能となる。「天空のフルート」というアイテムで呼び出すことで、屋外での移動時ではいつでも乗ることができる。PS4版では特定の高台（光の柱があるポイント）と浮島にしか着陸できないが、3DS版では浮島のほか徒歩移動が可能な場所に着陸できる。

### アイテム

#### どうぐ・ふくろ
パーティ全体が所有するアイテム全般を一括管理する「ふくろ」は、消費・素材アイテム用の「どうぐぶくろ」と装備品用の「そうびぶくろ」との二種類に分けられている。個々のキャラクターは装備中の品を含め、一人当たり最大24個までアイテムを所持できる。
装備品は、個別所持していない物でも戦闘中に「そうびぶくろ」から自由に装備交換が可能。対して「どうぐぶくろ」に納まる物は、従来どおりあらかじめ個別所持していないと戦闘中は使用不可能となっている。取得したアイテムは入手すると大抵はいずれかのふくろに入るが、一部の回復系のアイテムは先頭のキャラが持つ。
重要アイテムは「だいじなもの」として別枠で管理され、個別所持はできない。使用時は「だいじなもの」欄から行う形となるが利便性は考慮されており、使用頻度が高い物が優先位置となるよう一括ソートできる。
どうぐ・ふくろの整理は、一覧からのボタン操作のみで可能となった。また、ふくろからアイテムを取り出す際は複数個単位（最大9）でまとめて行えるようになった。これは店での売買においても同様となる。
ソフトや関連書籍等の特典としてアイテムを入手できるコードが付属している。1回しか使用できなかった3DS版『VII』『VIII』とは異なり、一度入力すればそのソフトを使用する限りは1つの冒険の書につき1回ずつ（繰り返しプレイする場合でもその都度）アイテムを入手できる仕様になった。

#### 装備品
右手・左手・頭・体・アクセサリーと、ほぼ『VIII』以前の区分に戻った。アクセサリーは2つまで装備できる。グローブやブーツなどもアクセサリーに含まれる。アクセサリーにはつける部位（指、手、頭、足など）ごとに種類があるが、装備上の制限はない。片手用の武器は利き手に装備し、もう一方には盾や2本目の武器を装備する。両手持ち用の武器は、盾などを同時に装備することはできない。『X』同様、一部の武器では武器を使って攻撃を無効化することがある。また、その発動確率を上げる特技やスキルもある。
店での購入や拾う以外に、「ふしぎな鍛冶」で鍛造することもできる。鍛造した装備品は、精度に応じて装備名の末尾に「+1」〜「+3」のように付き、数値が高いほど強力な性能となる。また、店で購入した物や拾った物、「+3」に満たない装備も打ち直すことでより強い装備に仕上げることができる。
武器は以下の種類がある。カッコ内は装備できるキャラクターだが、特定のキャラのみの専用装備もある。
- 片手剣（主人公、カミュ、シルビア、グレイグ） - 片手で扱える中型の剣。
- 両手剣（主人公、グレイグ） - 両手で扱う大型の剣。「大剣」などの名がついた武器が多い。
- 短剣（カミュ、シルビア） - ナイフなどの小型の剣。敵を状態異常にする武器が多い。
- ブーメラン（カミュ） - 全体攻撃できるが、後にダメージを与える対象ほど攻撃力が落ちる。二刀流の場合、一投目は左から、二投目は右からダメージを与える。
- 両手杖（ベロニカ、ロウ） - 両手で扱う大型の杖。こうげき魔力やかいふく魔力を強化するほか、使用すると効果を発揮する武器もある。
- スティック（セーニャ） - セーニャ専用武器であり、片手で扱える小型の杖。かいふく魔力を強化したり、戦闘開始時に特殊効果を発揮する武器もある。
- ムチ（ベロニカ、シルビア） - 両手で扱う敵グループを攻撃する武器。ブーメラン同様、後にダメージを与える対象ほど攻撃力が落ちる。
- ヤリ（セーニャ、マルティナ） - 両手で扱う大型の武器。両手剣の次に攻撃力が高い。
- ツメ（マルティナ、ロウ） - 両手で扱う武器。2個で一対で、両手にそれぞれ装備して2回攻撃を繰り出す。2撃目は1撃目よりも弱い。
- オノ（グレイグ） - グレイグ専用武器であり、片手で扱える斧。攻撃力は片手剣と同等になっている。

全表現が3D化された『VIII』以降の作品同様、手に装備した武器や盾はグラフィックに反映される。さらに一部の衣装においても、特定の装備や組み合わせにより見た目が変わる物があり、それらはゲーム上で「おしゃれ装備」と称されている。
3DS版では、下画面で詳細なステータスを確認することができる。

### 戦闘
PS4版では、従来作や3DS版のようにターン最初に仲間全員のコマンドをまとめて入力するのではなく、各キャラクターの順番が回って来た個々のタイミングでコマンドを入力する方式が採られている。このため、同じキャラクターに連続して順番が回ってくるケースがあり、ターンの区切りが判別しにくくなっているが、あくまで各行動はターンごとに行われていることには変わらない。ターンごとに発生する効果についてはターンが回ってきたタイミングで効果が出る。さらに、モード切替によるフリー移動バトルも採用。コマンド入力の際、キャラクターの位置とカメラを範囲内で自由に移動させることが可能となっている。もっとも、移動によるバトルの有利不利は特にない。
3DS版は従前同様のターンの最初にコマンド入力する方式。ターン毎に発生する効果もターンの最後に効果が現れる（後述のゾーン状態発生も含む）。
3DS版の2Dモードは、『VII』（オリジナル版）以前の旧作同様に、敵モンスターのみが画面に表示される形式で、行動のアニメーション演出はない。連続ダメージが一発ずつ発生したり、れんけい技に独自のセリフがあったりといった特徴もある。3Dモードでは下記にある取り囲み状態での戦闘以外、3DS版『VII』と同様に、相対するパーティも画面手前側に表示される形式となる。なお、コマンド入力中は敵のみの表示となる。
パラメータは、PS4版は画面右下（『X』の表示形式を踏襲している）、3DS版は下画面に表示されており、状態異常や強化の状況なども確認できるようになっている。
エンカウント
3DS版の2Dモードはランダムエンカウント、3DS版の3DモードおよびPS4版はシンボルエンカウントが基本。ただし、船での移動中は機種やモードを問わず、すべてがランダムエンカウントとなる。さらに、3DS版限定要素である「時渡りの迷宮」絡みの過去作世界のうち『I』 - 『VI』の世界では2Dモードにランダムエンカウント、『VII』 - 『X』の世界では3Dモードにシンボルエンカウントで固定となる。シンボルエンカウントでは、徒歩での移動時はシンボルに不意打ちをすることができ、敵一体に少量のダメージを与えた状態で戦闘が開始する。また、敵を取り囲んだり、逆に取り囲まれた状態で戦闘になる場合がある。なお、本作ではメタル系のモンスターは一部を除いてシンボルが出現しない。
ゾーン状態
戦闘中に集中力が高まり、一時的に能力が上がる「ゾーン」システムを導入。効果は一定ターン分続き、残りがある場合は次回のバトル以降にも持ち越される。ゾーンに入ると、各キャラクターごとに特定の能力値が上昇するほか、他者との「れんけい技」が使用可能となる。一旦れんけい技を使用するとゾーンは解除されるため、「れんけい」を使わずにゾーン状態をそのまま保持して能力アップの恩恵を受ける戦略を取ることもできる。なおゾーン状態のまま待機メンバーに入れると再びバトルメンバーに切り替えるまでゾーン状態は保持される。これを利用して下記のれんけい技を任意のタイミングで繰り出すことも可能。
れんけい
ゾーン状態のメンバーが2人以上いる場合、れんけい技が使用可能となる（一部、連携相手がゾーンに入っていなくても発動できる技もある）。大半の技はMP消費せず、その特技を使用するために必要な武器を装備していなくても発動できる。また、その技自体は実行者として選択した1人の行動扱いとなり、それ以外のキャラクターは「れんけい」とは別にそのターンの行動を行える（PS4版では「れんけい」を選択したキャラクターの行動扱いとなる）。3DS版では、れんけい技は1ターンに1つしか発動できないが、ターンの最初に発動する。モンスター側もゾーンに入ることがあり、同様に複数によるれんけい技を繰り出してくることがある。
なお、2人以上のゾーンを解放するれんけい技を使用する際にはムービーが流れるが、2回目以降はスキップする事が可能。
モンスター
異変後と邪神復活後の2つのタイミングで、各地に出現するモンスターが変化する。異変後には、魔王の力で凶悪化した“強”タイプの強化モンスターが出現する（モンスターの名称の末尾に「強」の一文字がつく）。邪神復活後には、邪神の力で凶悪化した“邪”タイプの強化モンスターが出現する（モンスターの名称の末尾に「邪」の一文字がつく）。
『X』や3DS版『VIII』同様、転生モンスターと呼ばれる色違いの特別なモンスターが一部に存在する。オリジナルのモンスターとエンカウントすると稀に出現し、攻撃力やHPなど全体的に強化されている。
その他
ターンの行動後に1ターン休み（「やすみ」）になった場合や魅了（「みりょう」）されたり、混乱（「こんらん」）した場合など、コマンド入力ができない状態異常（「ねむり」は除く）に陥った場合、回復させるまで入れ替えができなくなった（「やすみ」「みりょう」「こんらん」）。また、「檻に閉じ込められる」「呑み込まれる」「ゴールドアストロン」「バシルーラ」は、入れ替えもできない離脱状態となり、その間は攻撃や呪文などの対象にならない。いずれも数ターンで解消するが、「呑み込まれ」た場合は解放された時に1ターン休みと猛毒の異常がつく。
混乱や魅了状態の仲間にはパーティアタックができるようになった（当該状態となったキャラが出現したときのみターゲットにすることができる）。なお、魅了状態の仲間がいる時に全体攻撃を使うと対象になってしまう。
毒（「どく」）に冒された時、ターン終了時にダメージを受けるようになった（ダメージ量は猛毒「もうどく」よりは少ない）。呪い（「のろい」）は治療しない限り継続する。呪いの効果も複数ある。
パラメータにはない戦闘中の要素に「回復力」が導入された。回復呪文を受けたキャラクターの回復効果が上下するもので、れんけい技により上がったり、モンスターの特技を受けて下がったりする。
3DS版では、『VIII』以降で可能となっていた1グループ内の敵に対する単体攻撃の個別指定ができなくなっている。
通常戦闘も含め、主人公は死んだ場合でも戦闘終了後にHP 1で復活する。また、他のキャラクターもイベントの必要性に応じて同様に自動的に復活することがある。
場面によってはゲストキャラクター（NPC）が加入し、キャラクターによっては戦闘にも参加する。この場合、ゲストを含めて戦闘メンバーが5人以上となることもある。戦闘参加するゲストは個々の判断で行動し、敵からの標的にもなるが、HPが尽きることはない。

### パラメータ
「メインコマンド画面」の「つよさ」から確認できるキャラクターの能力値。
パラメータは「さいだいHP」「さいだいMP」「こうげき力」「しゅび力」「こうげき魔力」「かいふく魔力」「ちから」「みのまもり」「すばやさ」「きようさ」「みりょく」の項目からなる。
みりょく
前作までの装備品の「おしゃれさ」は作業工程短縮のため廃止され、「みりょく」に統一された。『IX』、『X』ではキャラクターの値は「みりょく」、武器・防具・装飾品の値は「おしゃれさ」と意味が分かりやすいように棲み分けができていた。
さらに歴代シリーズでは「かっこよさ」「おしゃれさ」の値がちゃんと設定されていた装備品も今作では「みりょく」の値が0になっており、「しゅび力」の値しか設定されていないなど手抜きが多くみられる。ユーザーアンケートで「みりょく」「おしゃれさ」の問題は指摘されていたが「11s」で修正されることはなかった。

### スキルパネル / スキルポイント
レベルアップによってスキルポイントを貯め、正六角形のハニカム状に配置された「スキルパネル」を選択してスキルを入手する。これにより、習得するスキルを選べるようになったほか、個々が独立したスキルとなった。ただし、習得できるのは習得済みのパネルと隣接したもののみである上、「?」マークで隠された「ひみつパネル」は隣接するスキルを4つ習得しないと解放されないため、完全な自由度があるわけではない。なお、スキルには「じゅもん」や「とくぎ」だけではなく、キャラクターの各能力値を上昇させるものや呪文・特技の精度を向上させるものも用意されている。
ストーリーの進行により、スキルが失われたり（その際、その分のポイントは戻る）、新たなスキルパネルが解放されたりすることがある。また、ストーリーを進めると、ゴールドを支払ってスキルの系統ごとに習得したスキルを未習得状態に戻し、そのスキルポイントを取り戻す「スキルリセット」が可能になる。
キャラクターのレベルを最大にしても、スキルポイントの総量はすべてのスキルパネルを解放する分には至らない。希少な消費アイテム「スキルのたね」を複数使用してスキルポイントを補充することで全解放が可能となる。

#### 各キャラクターの能力
各キャラクターにはあらかじめ勇者、盗賊、魔法使いなどの固有の職業及びキャラクター性能が設定されており、転職システムがある『III』『VI』『VII』『IX』『X』等のような大幅なキャラクターカスタマイズはできない。この点では『IV』『V』『VIII』等に近い。
仲間キャラクター、スキルパネルの項目も参照。
主人公
勇者。能力値はバランス良く高い。スキルは【片手剣】【両手剣】【剣神】【ゆうしゃ】。二刀流と盾の装備が可能。ギガブレイクなどの強力な剣技（ストーリー進行で自動習得するものも多い）、デイン系などの攻撃呪文、回復呪文を使いこなす。れんけい技の大半は主人公を含む2 - 4人によるものである。
カミュ
盗賊の性質が強く、すばやさが高い。スキルは【片手剣】【短剣】【ブーメラン】【かみわざ】。唯一「ぬすむ」を使える。必ず会心の一撃を出す「会心必中」を覚えるため、アイテム収集・経験値稼ぎ（メタル狩り）で起用される機会の多いキャラクター。また、二刀流で両手の攻撃力が同じになる「二刀の極意」を唯一習得できるため、有効なダメージソースとしても重宝されるキャラクターである。
ベロニカ
典型的な魔法使いタイプで、攻撃魔力・MPが非常に高い一方、耐久力は低め。スキルは【両手杖】【ムチ】【まどうしょ】。ゲームクリア後に復帰するとメラガイアー、イオグランデなどの強力な呪文を習得する。また低確率で呪文が2回発動する「やまびこのさとり」、自身の攻撃魔力を高める「魔力かくせい」などを覚えるため、非常に高い瞬間火力を敵全体に与えることが可能となる。妹セーニャとのれんけい技を多数持つ。
セーニャ
回復や補助系の呪文を得意とする僧侶タイプ。耐久力はベロニカと比較すれば高い。また、過去作の僧侶と比較するとすばやさが低い。スキルは【スティック】【ヤリ】【たてごと】。二刀流と盾の装備が可能。竪琴による属性ダメージ軽減などの特技を使う。
異変後の再加入からしばらくの間、ベロニカの呪文とスキルを受け継ぎ、両手杖・ムチの装備も可能になる。
シルビア
旅芸人の特技と剣のスキルを併せ持つ複合タイプ。スキルは【片手剣】【短剣】【ムチ】【きょくげい】【おとめ】、隠しスキルの【きしどう】。二刀流と盾の装備が可能。「ツッコミ」「火ふき芸」など、歴代作品の旅芸人が使った特技を継承している。おとめスキルでは、マルティナのおいろけと対をなすような状態異常を起こす攻撃特技を多数覚える。騎士の性質も併せ持ち、終盤には「かばう」など戦士系の特技を覚えられる。
マルティナ
メンバー中唯一呪文を使えない典型的な武闘家タイプ。HP・攻撃力・すばやさが高い。スキルは【ツメ】【ヤリ】【かくとう】【おいろけ】。武器での攻撃に加え、おいろけスキルでは状態異常を伴う強力な全体攻撃技を覚える。
ロウ
スキルは【両手杖】【ツメ】【さとり】。攻撃呪文の威力や種類はベロニカに劣るものの、回復・補助呪文も豊富な賢者タイプ。ツメを装備すれば物理攻撃にも長けている。ストーリー上の繋がりが深いマルティナとのれんけい技を多数持つ。
グレイグ
典型的な戦士だが、回復呪文を覚えるなどパラディンの性質も併せ持つ。攻撃力・耐久力が高いが、すばやさは低い。スキルは【片手剣】【盾】【オノ】【両手剣】【えいゆう】、隠しスキルの【はくあい】。武器を使った強力な単体攻撃技が多い反面、全体攻撃の手段に乏しい。終盤には縁のあるシルビアとのれんけい技が増える。

### クエスト
各地で紫色のふきだしの人から受注できるサブイベント。どこかの本棚にある本を読んでくる、特定のれんけい技を使ってモンスターを倒す、転生モンスターを倒す、などといった用件を依頼される。達成するとアイテムがもらえたり、キャラクターの能力が強化されるものもある。ストーリーと直接の関連はないが、登場人物や物語への理解が深められるクエストも存在する。

### ふっかつのじゅもん
『オリジナル』
- ファミコン版の『II』以来となる「ふっかつのじゅもん」が実装された。これは通常のセーブとは別に、その時点でのおおまかな進行状況をパスワードとして表示してもらえる機能。じゅもんはPS4版と3DS版の両間で互いに共用できるが、所持アイテムなどを完全に再現することはできない。また、終盤以降の進行状況を記録することはできず、異変後にじゅもんを取得しても異変直後、海底王国ムウレアからの開始となる。なお、ファミコン版『I』『II』のじゅもんを入力することも可能。この場合、元ゲームでのLVに応じて、初期LV・所持品・所持金にボーナスが付加された状態（LVは最大10）でゲームを開始することができる。作中のイベント中に聞けるじゅもん状の言葉についても同様にボーナスつきのじゅもんとして使うことができる。
- 真エンディングの最中に流れる初代『ドラゴンクエスト』（オリジナルのファミコン版）の、とある一シーンでは「ふっかつのじゅもん」が表示されている。これを真エンディング視聴以降[注釈 19]に入力するとPS Store、eショップで『I』（スマートフォン版からの移植）を無料ダウンロードすることができた（2018年1月28日で終了）[39]。
- そのほか、PS4版は指定された「ふっかつのじゅもん」を入力すると、『X』体験版がダウンロード可能となっている[40]。

『11S』
- オリジナル版のふっかつのじゅもんを使うことが可能。だいたい同じ強さと進行度で冒険を再開できると公式が回答し、オリジナルをやり込んだプレイヤーには朗報となった[41]。しかし、実際は引き継げるのは名前のみで、進行度は決められたものから選択式となる。強さはあらかじめ用意されたデータに置き換わる。

開始場所選択肢
- 成人の儀式
- カミュとの旅立ち
- 修理された橋
- たどり着いた見知らぬ場所
- 命の大樹の枝を求めて
- 港町ダーハルーネへ
- 大海原
- 盗まれた虹色の枝
- 外海への旅立ち
- 古代の遺跡がある村
- 救われたプチャラオ村
- そろった6つのオーブ
- 崩壊した世界

引き継がれるもの
- 主人公の名前

用意されたデータに置き換わるもの
- レベル（最大35）
- 所持金（最大18160ゴールド）
- パラメータ
- 武器
- 防具
- アクセサリー
- もちもの
- どうぐぶくろ
- そうびぶくろ
- だいじなもの

リセットされるもの
- たね・きのみ使用状況
- 宝箱
- スキルパネル
- 合言葉ヨッチリスト
- 戦闘勝利回数
- 討伐モンスターリスト
- 収集アイテムリスト
- ふしぎな鍛冶の記録
- 獲得称号リスト
- くわしい記録
- クエストリスト

### しばりプレイ
従来シリーズで一部のプレイヤーが実行していた、「一人で魔王撃破」など自ら制限を課してクリアするプレイが、今作からシステムの機能として導入された。設定できるしばりプレイは全部で4種類となっている。『11S』では全8種類になった。
物語開始時に設定でき、魔王ウルノーガ撃破まで維持することで達成となる。達成するとしばり項目に星マークが表示される。達成状況は全セーブデータに共有される。例えば、しばり達成後にしばりを達成できていないセーブデータをロードして再セーブすると、星マークが表示されるようになる。なお、しばりを達成しても「希少アイテムの入手」など冒険に影響のある特典は一切なく、純粋に制限された状態でのプレイを楽しむためだけの要素となっている。
しばりプレイは教会でいつでも解除でき、一度解除すると二度と再設定できない。しばりを複数設定している場合、個別に解除できず、一括でしか解除できない。例えば、全しばり中にクエストをコンプリートしたい場合、購入制限のみを解除することはできず、全解除するしかない。『11S』の3Dモードでは改善され個別解除が可能になった。
戦闘から逃げられない
逃走できなくなるため、必然的に勝利か全滅の二択となる。海上など一部を除き、戦闘はシンボルエンカウントで発生するため、接触しなければ戦闘を回避できることもあり、難度は低い。
買い物できない
買い物での戦力強化が行えなくなる。ただし、ふしぎな鍛冶・宝箱・敵からのドロップなどでアイテムを入手できるため、難度は高くはない。
買い物でしか入手できない装備品や買い物でしか入手できない素材で生成される装備品も存在するため、このしばりを解除しない限りアイテムコンプリートは達成できない。また、買い物でしか入手できないアイテムに関連する称号も得ることはできない。メリットとして、ダーハルーネの兄弟商人から無料でアイテムを入手できる。
防具を装備できない
パーティ全員に対して頭・体・アクセサリーの防具が一切装備できなくなる。防御力だけでなく一部の防具が持つ「呪文ダメージ軽減」や「すばやさ上昇」などの特殊効果も受けられない。また、状態異常耐性も付与できないので、状態異常攻撃には無抵抗状態となる。「うさぎのしっぽ」等を装備できず、敵からのドロップも完全に運任せになる。全縛りの中で難度が最も高い。
特定のクエストでは防具を装備することが達成条件となっているものもあるため、このしばりを解除しない限りクエストコンプリートは達成できない。この点は『11S』では改善され、防具を装備せずとも見た目を変更できるようになったため、この縛りを課した状態でもクエストコンプリートを達成できるようになった。
はずかしい呪い
戦闘中に一定の確率で主人公が行動不能となる。影響は主人公のみだが、2連続3連続で発動することもある。パーティが少人数かつ低レベルの物語序盤や主人公が単独で戦うイベント戦の難度は飛躍的に高くなる。逆にパーティが増えて仲間が育っている物語終盤はカバーが容易になる。主人公が特定の状態異常にかかっているときに呪いが発動した場合、上書きによって元々の状態異常が解除される。
また、人との会話の直前でも呪いが発動し、話しかけることができなくなることがある。恥ずかしい呪いの発動時に「パンツのゴムが緩んで動けない」「敵が子供の頃好きだった相手に似ている」などといった様々なメッセージが表示される。これらは堀井雄二によって考案されている。
『11S』では連続発動することがなくなった。また、状態異常攻撃を受けたとき、一定確率で「恥ずかしそうだ」と表示され状態異常を回避することができるメリットが発生するようになった。
以下は『北米版』で追加された項目。
楽な戦いは経験値なし
自分よりレベルの低い敵を撃破しても経験値が半分しか入手できず、さらにレベル差が開くと経験値を一切入手できなくなる。これにより過剰にレベルを上げてからのストーリー攻略ができなくなった。ただし、低レベルクリアを強要される縛りではなく、無理なくストーリー攻略できる程度にはレベルを上げられるため、実際は経験値半分によるレベル上げ効率が落ちる方がネックになっている。
厳密には撃破した敵の中で最もレベルの高い敵で判定される。例えば、「はぐれメタル」を撃破しても経験値を入手できない状態であっても、経験値を入手できるドラゴンライダーなどを先に撃破した状態でスペクタクルショーで「はぐれメタル」を召喚して撃破すれば、本来入手できなかった「はぐれメタル」の膨大な経験値を入手できるようになる。
なお、時間を遡った後の世界で出現する邪神の影響を受けたモンスターは、ザコ敵であっても経験値なしにされることはなくレベル99にすることができる。ゆえに序盤中盤で大きく影響する縛りと言える。
すべての敵が強い
ザコ敵からボスまで、全ての敵が強化される。ただし、「楽な戦いは経験値なし」の縛りを併用してレベル上限がある状態であってもストーリー攻略はできるため、劇的に強化されるわけではない。むしろ他の縛りを併用することで難度が上がる縛りと言える。例えば、全縛りの場合、防具は装備できず、レベル上げも制限され、確率で全員が行動不能になった上で、全ての敵が強くなるので、攻略難度が劇的に上昇する。
以下は『11S』で追加された項目。なお「戦闘から逃げられない」縛りは削除された。
超はずかしい呪い
主人公以外の全員にも「はずかしい呪い」が発動するようになる。運が悪いと、複数人が連続で動けなくなることもある。「はずかしい呪い」は主人公一人をフォローすればよかったが、こちらは他全員で発動するので運悪く回復役で発動すると全滅することもある。また、「はずかしい呪い」が発動したキャラクターを含む連携技は発動できない点にも注意が必要になる。
町の人にウソをつかれる
町の人と会話した際にウソをつかれることがある。「はずかしい呪い」と同様のお邪魔要素であり、発動時は同様に呪いの音楽が流れる。一般人はもちろん、エマやデルカダール王などの主要キャラクターからもウソをつかれることがある。縛りプレイの中で唯一、攻略難度が上がらず遊び要素の大きい縛りとなっている。
主人公がやられたら全滅
主人公が死亡した時点でゲームオーバーになる。今作の主人公は強く、戦闘に参加させる機会が多いが、運悪く集中攻撃を受けて死亡するとゲームオーバーになる。「防具を装備できない」縛りも設定している場合は耐性を付与できないため、ザラキーマなどの即死スキルも脅威となる。最後列に配置して被弾率を減らしたり、パーティから外したりするなどの工夫が必要になる。

## ストーリー
本作の舞台は、空に浮かぶ命の大樹によって生み出されたロトゼタシアという世界。
ユグノア王国の王子で勇者の生まれ変わりである主人公は、生まれて間もなく、勇者を狙う魔物の大群に国を追われ、イシの村で育てられる。成長した彼は、自らを保護したテオの遺志に従い、王家の首飾りを持ってデルカダール王に謁見するが、王に「悪魔の子」の汚名を着せられ、投獄される。主人公は牢獄で盗賊カミュと出会い、勇者に関する預言を聞いた彼と共に脱獄する。そしてテオの遺した手紙を読み、真実を探るために世界を巡る旅に出る。
二人は、勇者を命の大樹へと導く使命を帯びた姉妹ベロニカとセーニャに出会い、姉妹と共に、闇を払う力を持つという命の大樹を目指すこととなる。その道中で、旅芸人のシルビア、主人公の祖父で元ユグノア国王のロウ、そして生まれて間もない主人公を魔物から守ったデルカダール王女マルティナを仲間に加え、ロウから、デルカダールで暗躍する魔道士ウルノーガの名前を聞く。
一行は命の大樹にたどり着くが、ウルノーガの配下となったデルカダールの軍師ホメロスの襲撃を受け、その強大な闇の力の前に敗れる。さらに、そこへ現れたデルカダール王の身体からウルノーガが抜け出し、主人公の勇者のチカラと大樹に納められていた勇者のつるぎ、そして大樹の力を奪い、魔王となる。力を失った大樹は落下し、世界は闇に覆われる。
大樹の落下後、海底王国ムウレアで目を覚ました主人公は、仲間たちと離ればなれになり、勇者のチカラを失っていたが、女王セレンから世界の惨状を知らされ、仲間たちを探しウルノーガを倒すため再び旅に出る。地上に戻った主人公は、かつて自らを追っていたデルカダールの将軍グレイグと和解し、仲間に加える。そして、ユグノア城跡で魔物の呪縛に捕われていた、主人公の父親で前ユグノア国王のアーウィンの魂を救ったことで、勇者のチカラを取り戻す。その後、仲間たちと再会し聖地ラムダにたどり着くが、ベロニカが命の大樹で主人公たちを魔法で世界各地へ逃がして命を落としていたことを知る。
一行はホメロスとウルノーガを倒し、命の大樹は力を取り戻して再び浮上する。一行は、それぞれの故郷へ帰った後、ベロニカの死を悼んで再びラムダに集結する。そしてカミュの話を聞いて向かった遺跡の書物に書かれた塔に向かい、ベロニカと世界を救うため、命の大樹が落下する直前の世界に戻ることを決意する。しかし、過去へ行けるのは勇者である主人公だけであり、主人公は、止めようとする仲間たちを説き伏せ、一人過去の世界へ旅立つ。
過去に戻った主人公は、ラムダでベロニカを始めとする仲間たちと再会し、命の大樹でホメロスを倒して勇者のつるぎを手に入れ、デルカダール城でウルノーガを倒す。しかしその直後、邪神ニズゼルファが復活し、一行はニズゼルファとの最終決戦に臨む。
ニズゼルファを倒し、世界に平和を取り戻した主人公は、ベロニカ、セーニャと共に勇者のつるぎを命の大樹に奉納しに向かう。主人公がつるぎを大樹に奉納すると、大樹は聖竜に姿を変え、主人公に感謝するとともに、ロトゼタシアを救った「ロトの勇者」と讃える。
エンディングの終わりに、女性が主人公たちの描かれた本を読んでいる様子が映し出される。そして、女性が部屋で眠る青年に城に行くよう促すところで物語は幕を閉じる。

## 世界設定
ストーリーの進行による変化により「異変前」「異変後」「時間遡及後」の3つの世界がある。地域間の通行の可否が多少異なる場所があるものの、大きな陸地の変動等はなく、基本的には同じ世界を繰り返し冒険することになる。

### 各地方
デルカダール地方 / デルカダールの丘 / デルカコスタ地方
デルカダール地方は世界地図の中心付近に位置し、デルカダール城と城下町、イシの村がある。北西のデルカダールの丘には導きの教会がある。南東のデルカコスタ地方は内海に面した土地で、デルカダール神殿と旅立ちのほこらがある。
ホムスビ山地
デルカダール地方とは内海を隔てた南の大陸にあり、世界地図の南東に位置する。中央にはヒノノギ火山がそびえ立ち、火山の麓にはホムラの里がある。北西には荒野の地下迷宮がある。
サマディー地方
ホムスビ山地の西に位置する、砂漠の土地。中央の巨大なオアシスにサマディー城と城下町がある。
ダーハラ湿原
サマディー地方の西方、かつデルカダール地方からは内海を隔てて南方に位置する。ダーハルーネの町と霊水の洞くつがある。
ユグノア地方
デルカダール地方から山脈を越えた東方に位置する。ユグノア城跡とグロッタの町がある。
バンデルフォン地方
ユグノア地方の東方に位置する。バンデルフォン王国跡とネルセンの宿屋がある。
ソルティアナ海岸
デルカダール地方から西方に位置する、広い砂浜が特徴の、海に面した土地。ソルティコの町があり、その北にはドゥーランダ山とドゥルダ郷がある。
メダチャット地方
ソルティアナ海岸の西方に位置する。北部にメダル女学園と怪鳥の幽谷、南部にプチャラオ村とプワチャット遺跡がある。北部と南部では気候や植生も異なる。
クレイモラン地方
世界地図の北西に位置する雪深い土地。東側にシケスビア雪原があり、その北にはミルレアンの森、北東に古代図書館がある。主人公一行はクレイモラン王国から東へ進み、シケスビア雪原・ゼーランダ山・聖地ラムダ・始祖の森を経て命の大樹を目指すことになる。
内海
各地方を隔てている海。外海に出るには、ソルティコの町で管理されているソルッチャ運河を通行する必要がある。

### 村・町・王国などの地域
イシの村
デルカダール王国領内にある小村で、主人公の故郷。渓谷の谷間に位置するため村人たちは外界をほとんど知らず、ほかの領民も存在すら知らない者も多い。人々は大地の精霊を崇めており、16歳になり成人を迎えた者は神の岩に登り、祈りを捧げるのが村のしきたりとされる。主人公が旅立った後に、「悪魔の子を育てた罪深き村」としてデルカダール王国軍に焼き討ちされて滅ぼされる。その後、村人たちはホメロスによって処刑されるところをグレイグの進言により助命され、デルカダール城の牢獄に幽閉されることとなった。異変後は最後の砦として、デルカダール王国の拠点となっている。
命の大樹
ロトゼタシアの中心に浮かび、世界中の地域からその姿を望むことができるほどの巨大な樹。ロトゼタシアの生命力の根源であり、その中心には核となる「大樹の魂」が宿ると言われている。世界中の命すべてが大樹の葉と繋がっているとされ、命が生まれる時は新たな葉が芽吹き、命が息絶える時はその葉が散り、魂は再び大樹へと還っていくと言われる。世界中に根を張り巡らせており、各地に多くの輝く根が顔を出している。主人公がその根に手をかざすと、勇者のチカラに感応し、大樹の意志（思いの記憶）を伝えることがある。
デルカダール王国
ロトゼタシア最大の王国。城下町は富裕層や庶民が暮らす上層部と、貧困者やならず者たちが住む治安の悪い下層部に分かれている。南にはデルカダールの丘、ナプガーナ密林、地下にはデルカダール地下水路が広がっている。
異変後、大樹の崩壊と共に起きた大災害の影響を受けてほぼ壊滅状態となり、生き残った国民たちは最後の砦に避難している。
ホムラの里
ヒノノギ火山の裾野に広がる和風の里。火山による地熱で温泉が湧いており、良質な鉱石が採れるため鍛冶技術が発達している。
サマディー王国
「騎士の国」と呼ばれる砂漠国家。城下町では、王家お抱えのサーカス公演やオアシスに作られたレース場でウマレースが行われている。
ダーハルーネの町
世界有数の大きさを誇る港町で、ロトゼタシア最大の貿易都市。水路が巡らされ、ゴンドラに乗ることができる。スイーツと「海の男コンテスト」が名物。
バンデルフォン王国
バンデルフォン地方にかつて栄えた王国で、グレイグの故郷。「芸術の都」と謳われていたが、30年前に魔物によって滅ぼされ、現在は廃墟となっている。
グロッタの町
ユグノア地方の北部に位置する町。街自体が一つの巨大な建物になっているのが特徴的。闘技場があり、そこでは仮面をつけた闘士がペアを組んで戦う仮面武闘会が開催されている。地下にはグロッタ地下遺構がある。
異変後には魔物によって闘技場がカジノに改造される。一方、時間遡及後の世界では町が自主的にカジノを開いている。
ユグノア王国
ユグノア地方にかつて栄えたロトゼタシア最古の歴史を持つ王国で、主人公の故郷。16年前、主人公の出生直後に魔物の大群の襲撃を受けて壊滅し、現在は廃墟となっている。
ソルティコの町
砂浜や町並みが美しい、カジノが置かれているリゾート地。また、グレイグが修行を積んだ町としても有名であり、デルカダールの騎士見習いが騎士として訓練を行うための兵舎も設置されている。実はソルティコの町の領主であるジエーゴはシルビアの父親である。
ナギムナー村
ホムスビ山地の南に位置する小さな漁村。陸路では行き来できない。沖縄風の建造物や方言が特徴。漁業の際に採れる真珠が有名。村人たちは温厚な気質をしているが、人魚の呪いの言い伝えから人魚に対する偏見が根強い。
海底王国ムウレア
人魚たちが住む海底の楽園。外界との交流はほとんどなく、また女王・セレンの魔法結界によって周囲からは見えないため魔物にも襲われることがない。主人公たちはセレンの魔法により呼吸などに支障なく領内を探索できる。
プチャラオ村
メダチャット地方にある、東南アジア風の村。かつては静かな村だったが、プワチャット遺跡で美女の壁画が発見されたのを機に観光客が殺到し、観光地として栄えることとなった。
プワチャット遺跡
プチャラオ村の奥にある遺跡。かつてこの地に栄えていたプワチャット王国は魔物によって滅ぼされた。
クレイモラン王国
年中雪に覆われた王国。近郊に古代図書館が発見されて以降は、世界中から学者や研究者が集まる学問の聖地となった。
聖地ラムダ
命の大樹から西の山中にある、ベロニカとセーニャの故郷。先代勇者ローシュと共に邪神と戦った賢者セニカを崇めている。南東方面には命の大樹へと続く始祖の森がある。
ドゥルダ郷
ドゥーランダ山中にある、チベット風の修行の郷。ローシュが修行を積んだ場所でもある。ユグノア王国に産まれた王族の男性はドゥルダ郷で6年間の修行を積むことが習わしとなっている。勇者と関わりが深いためホメロスの部隊に行き来を妨害され孤立していた。
神の民の里
ユグノア地方上空にある浮島。異変後に魔王の軍勢に破壊され、太陽の神殿だけになっていたが、時間遡及後は里の全域が復活している。ローシュたちと共に邪神と戦った神の民が住んでおり、新たな勇者である主人公たちに力を貸す。地上との交流は長い間断絶しているが、神の民の中には地上に降りて様子を知っている者も存在する。

### 都市・村などの無い地域、ダンジョン
ネルセンの宿屋
バンデルフォン地方にある宿屋。名前の由来はローシュの仲間でバンデルフォン王国の建国者であるネルセンから。
メダル女学園
メダチャット地方北部にある全寮制の学園。ロトゼタシア屈指の名門女子校で、生徒は入学時期を問わず7年間をここで過ごして「素敵なレディ」を目指すこととなる。この学園では生徒・教師共々、人間と魔物の区別なく平等に受け入れられており、メダル集めも授業の一環として行われている。なお、中庭に表出している命の大樹の根に触れると、「旅のおもいで」として過去のイベントシーンを再生視聴できる。
壁画世界
プワチャット遺跡の壁画から繋がっている異空間。
白の入り江
ソルッチャ運河の出口付近にある海域。多くの船が迷い込む神隠しの海域として知られている。主人公たちが初めて外海に出た直後に訪れ、人魚・ロミアと出会う。
バイキングのアジト
クレイモラン王国で活躍するバイキングのアジト。その北にはカミュとマヤが暮らしていた「風穴の隠れ家」がある。
黄金城
異変後のクレイモラン地方北部に出現した、鉄鬼軍王キラゴルドの居城。
天空の古戦場
メダチャット地方南方の海の上空にある浮島で、勇者のつるぎの鍛造に必要なオリハルコンの鉱脈がある唯一の場所。かつてオリハルコンを巡って神の民と魔物たちの壮絶な戦いが繰り返されたことが、その名の由来となっている。双方共に力尽き、鉱脈もほとんど枯渇して以来、無人となっている。
天空魔城
本作のラストダンジョン。魔王ウルノーガの居城。
謎の遺跡
異変後に魔王に襲撃されユグノア地方に落下した、神の民の里の一部。ゲームクリア後のストーリーの端緒となる場所。
忘れられた塔（忘却の塔）
命の大樹の付近にある、時間を司る塔。ゲームクリア後のみ内部に入ることができる。神の民の里と共通する古代技術が用いられている。失われた時の化身がこの塔を目指して歩くことで世界の時間は進行しているとされる。奥には、時のオーブを管理する時の番人がいる。
試練の里
ゲームクリア後に訪れることができる特別な場所で、伝説の戦士・ネルセンが作った里だと言われている。主人公一行のみが行き来することが可能になっている。
冥府
生と死の狭間となる異世界。すべての生命は死を迎えると魂となりここへ送られ、命の大樹で新たな生命に生まれ変わると言われている。異変後ではウルノーガによって命の大樹の聖なる意思が奪われ枯れてしまった影響で、送られた魂は消滅を待つだけの空虚の世界と化している。
妖魔の監獄
『11S』に登場。ブギーに逆らった者を拷問するためにメガモリーヌが創り出した異空間。
魔軍のアジト
『11S』に登場。ガリンガの軍勢の拠点である浮島で、通常なら人間は立ち入ることができない。

## 登場人物
声は先行して後発の派生ゲーム『いただきストリート ドラゴンクエスト&ファイナルファンタジー 30th ANNIVERSARY』および『ドラゴンクエスト ライバルズ』で割り当てられており、本作では『11S』で使用されている。

### 主要人物
主人公
声 - 斎賀みつき、齋藤統真（赤ちゃん時）
身長：170cmくらい / 体重：60kgくらい / 好物：ペルラのシチュー / 座右の銘：正々堂々 / 好みのタイプ：ご想像にお任せします
本作の主人公。辺境の地イシの村で育った16歳の少年。故ユグノア王国の王子として誕生したが、ユグノア城で四大国会議が行われた日に魔物の軍勢から襲撃を受け、国共々両親を失う。偶然その場に居合わせた幼少時代のマルティナに入っていた篭ごと抱えられて逃げ延びる道中、追手に襲われて川に落ちた際に離れ離れになり、流れ着いたイシの大滝でテオに拾われた。16年後に成人の儀を終え、母・ペルラから「勇者」の生まれ変わりであると告げられ、テオの言いつけに従ってデルカダール城へ謁見に訪れた。その際に国王から「悪魔の子」と呼ばれて追われる身となる。
当初の旅の目的地であった命の大樹にたどり着く。自分を悪魔の子呼ばわりさせた全ての黒幕であるウルノーガを倒すためについに勇者のつるぎを手に入れる。だがいつの間にか尾行して来たホメロスによって邪魔をされ、それを止めるために戦うも彼は闇のオーブを持っていたため、その圧倒的なチカラの前に敗れてしまう。そしてデルカダール王に取りついた魔道士ウルノーガによって勇者のチカラを奪われ、勇者のつるぎも奪わて魔王の剣へと変貌してしまい、大樹と世界は崩壊してしまう。自身も重傷を負って転送先の海へ転落するも、海底王国ムウレアの女王セレンによって魚の姿へと変えられていたためウルノーガの監視の目から辛くも逃れ、数か月間意識不明の状態で匿われる。ようやく目覚めた彼は地上へと戻り、魔王を倒すべく再び冒険の旅に出る。イベントや戦闘時の台詞はないため、発声するのは息遣いのみである。
人々からサラサラヘアーと評されるセミロングのストレートヘアーが特徴で、紫色の旅衣装と鞄はテオのお下がりである。生まれつき左手の甲に紋章型のアザがあり、危機が迫ると光を放ち、不思議な力を発揮する。
現在は「おっとりしている」と言われるなどおとなしそうな優男に見られるが、子供の頃はイタズラばかりしていた事が作中で判明する。
ロウの孫に当たる。おいろけにまつわる事柄について反応を見せ、マルティナとのれんけい技「青春の1ページ」ではロウと同じような反応を見せている。
時間遡及後、過去に遡る方法を見つけ、大樹崩壊の直前の時間軸へ戻り、ウルノーガの魔王化を阻止して討ち取ることに成功する。しかし、その流れに乗じて復活した邪神ニズゼルファの打倒を最終的に目指すこととなる。
任天堂から『大乱闘スマッシュブラザーズ SPECIAL』での登場が発表され、2019年7月31日に配信された。
カミュ
声 - 内山昂輝
身長：165cmくらい / 体重：55kgくらい / 好物：ワイルドな煮込み料理 / 座右の銘：明日は明日の風が吹く / 好みのタイプ：特になし
ツンツンと逆立った青髪が特徴の盗賊である19歳の少年。義理人情に厚い性格で、宝を求めて世界各地を旅していたことから世情に詳しい。
寒い地方で育ったため暑さが苦手。主人公より年上だが、主人公よりも若干背が低い。
クレイモラン出身の出自不明の孤児で、唯一の肉親である妹のマヤと共にバイキングに拾われ、下働きの身分として過酷な生活を送っていた。5年前、「身に着けた者が触れた物を黄金に変える」という呪いのかかった首飾りをそうと知らぬままマヤに贈ってしまい、暴走した呪いの力によってマヤ自身が黄金と化してしまう。自分のせいでマヤを悲劇に陥れてしまったことや黄金化することを恐れて助けを求める妹に手を差し伸べることを躊躇してしまったことを悔いている。その過ちから逃れたいがためにその地を離れ、以降は盗賊として荒んだ人生を歩むようになる。年月が経ったある時、出会った謎の預言者から「オーブを集め、地の底で出会う勇者に力を貸せば贖罪は果たされる」との啓示を受ける。当初は気に留めようとはしなかったが、かつて妹が欲しがっていたこともありデルカダールの秘宝・レッドオーブを盗み出したものの軍に捕まって投獄される。やがて同じく地下牢へと投獄されてきた主人公と出会ったことで預言の正しさを確信し、脱獄後は相棒として彼の旅に同行する。
異変後は記憶喪失となっており、気弱な性格に変貌する上、喋り方も敬語かつ以前は呼び捨てだった仲間たちに対して「さん」を付けるようになる。各地をあてもなく彷徨っていたが、シルビア号に積まれている食料を見つけて漁っていたところを保護される。記憶喪失のためにスキルはすべて忘れているが、戦闘には参加する。また各地滞在時のセリフや、3DS版のヨッチ村やルドマンの屋敷のプロポーズリハーサルでも専用のセリフがある。冒険の書の世界にあるライフコッド村では、『VI』の主人公と容姿がそっくりなため間違えられる描写もある。彼もベロニカを探して見つけた後、「……頼むからそっとしておいてくれ…ベロニカが死んだぐらいで何にも考えられねぇよ……」と彼もベロニカの死によって壁を拳で叩きつけるなどで悔しい思いを受けている。
『11S』の追加ストーリーでは預言者扮するホミリンの助力で魔物のアジトから脱出するも、邪竜軍王ガリンガから逃れるために記憶を失ったことが判明する。
その後クレイモラン王国にて黄金病で人が黄金化する様から過去を思い出しかけて半狂乱になる。しかし黄金兵によって攫われ、かつて妹と暮らしていた「風穴の隠れ家」の大樹の根の過去の映像を見たことですべて思い出し、マヤを救うため黄金城へ乗り込むことを決意する。黄金城で鉄鬼軍王キラゴルドと化して思うままに力を振るうマヤを止めるため、自らの身体が黄金化するのも厭わずに彼女を助けたことで和解し、贖罪を果たす。主人公に贖罪の手助けをしてくれたことを感謝し、改めて相棒として旅に同行する。
メンバー中、唯一の左利きである。
後に発売された『ドラゴンクエスト トレジャーズ 蒼き瞳と大空の羅針盤』では、幼少時代の彼が主人公の一人として登場する。
ベロニカ
声 - 内田真礼
身長：110cmくらい / 好物：辛い食べ物 / 座右の銘：意志あるところに道はできる / 好みのタイプ：子供扱いしない大人な人
聖地ラムダ出身の小柄で勝ち気なお転婆娘で、セーニャの双子の姉で「天才魔法使い」の自称に違わぬ強大な魔力を駆使した攻撃呪文の使い手である。彼女の性格は非常に勝ち気で気が強い性格なので苦手ヒロインとも言える。
その強力な魔力に目を付けた魔物デンダ（声 - 堀内賢雄）一味に捕らわれて魔力を吸収されてしまい、力を奪い尽くされないように必死で抵抗し続けた結果、年齢までが奪われて幼い姿となった。その後、ホムラの里で出会った主人公たちと共にデンダ一味を倒し魔力を取り戻すが、年齢は戻らず幼い姿のままとなる。
なお、オープニングデモムービー冒頭で本来の姿が見られる。ゲーム中でも特定のれんけい技や一部のイベントにおいて一時的に見ることが可能。
かつて勇者と共に世界を救ったという賢者セニカの生まれ変わりであり、ラムダではセーニャと合わせて「双賢の姉妹」（片方を指す場合は「双賢の片葉」）と呼ばれている。
同じく、主人公たちと共に命の大樹にたどり着き、勇者のつるぎを手に入れるはずだったが、ホメロスの襲撃に遭い、「そんな…あの黒いオーラがアイツを守っているせいでアタシたちの攻撃が効かないなんて…」と主人公たちと共に敗北してしまう。そして命の大樹崩壊時し、主人公たちに「アタシはどうなっていい…みんなぜったいに生き延びてアイツから世界を救ってちょうだい！！」と言って主人公や仲間たちを世界各地に吹き飛ばして救い出す。しかしすべての魔力を使い果たして大樹に取り残され、そのままウルノーガが引き起こした大爆発に巻き込まれて死亡する。死後、静寂の森に残されていたベロニカの杖により主人公たちはその事実を知ることになる。
ゲームクリア後の新展開においては、主人公が時間遡及したことから運命が変わり、そのまま生存。歴史修正によりデルカダール城で正体を現したウルノーガを退治した後、仲間たちと共にニズゼルファと戦うこととなる。
セーニャ
声 - 雨宮天
身長：160cmくらい / 好物：甘いもの / 座右の銘：いつも心に太陽を / 好みのタイプ：恋愛小説のヒーローのような人
ベロニカの双子の妹で姉とは反対に清楚でおっとりした性格で、やや天然なところがある。甘いものに目が無く、ダーハルーネが魔物に占拠されていた時は、スイーツが食べられなくなると危惧していた。
礼儀正しく誰に対しても敬語で接し、仲間や親しい人への敬称もほぼ「さま」をつける。姉にはその性格を指して愚図呼ばわりされることもあるが、姉妹仲はとてもよく、「芽吹くも散るも二人一緒」という誓いを交わしている。
異変後は主人公たちが魔竜ネドラに襲われているところを助け、パーティに合流する。ベロニカの死を知った直後は気丈に振る舞いつつも事実を受け入れられずに塞ぎ込んだ。しかし姉の意志を継ぐために奮起し、彼女への弔いと決意表明の証に自分の長髪をナイフで切り落とした。その際、ベロニカの遺志が宿るかの如く、可能装備武器種やスキルなどのすべての能力がセーニャへと継承される（「目覚めしセーニャ」）。ただしベロニカが必要となるれんけい技は、能力継承したセーニャでも発動不可である。
ゲームクリア後の新展開においてはベロニカが生存するため継承は行われず、セーニャ本来の能力が開眼する。
髪を切り落とした姿は「つよさ」欄のイラストにも反映される。ネルセンの試練の願いによって、セーニャの髪型をショートヘアにするアクセサリーが貰える。また髪を伸ばしているのは姉とお揃いの三つ編みにするためらしい。
シルビア / ゴリアテ
声 - 小野坂昌也、花江夏樹（少年時代）
身長：185cmくらい / 体重はヒミツ / 好物：ソルティコの海鮮料理 / 座右の銘：世界は君と共に笑う / 好みのタイプ：頑張り屋さん
旅芸人のオネエ系男性。36歳で、明るく前向きなムードメーカーで、世界中の人々を自分の芸で笑顔にするという夢を持つ。カミュからは女性扱いをされており、ベロニカ・セーニャ姉妹と合わせて「女子3人組」と称される一方、彼個人を指して呼ぶときには「おっさん」と呼ばれている。愛馬の名前は「マーガレット」。
実はソルティコの領主であるジエーゴとスーパースターだったガーベラ（声 - 音羽雫）の子息で、本名は「ゴリアテ」。幼少期からの鍛錬により優れた剣術の腕と騎士道精神を身に付けた。しかし町にやってきたマダム・ローズ率いるサーカスに感銘を受けて芸の道を志すようになり、それに反対する父親との大喧嘩の末に家を飛び出した過去を持つ。騎士になる道を捨てても父親から叩き込まれた騎士道精神そのものは捨て去っておらず、自分の夢と信念を貫くという自分なりの騎士道をどんな逆境においても貫く強さを持つ。
サマディーで興業中にウマレースに参加予定だったオグイの代打として出場し、サマディーの王子ファーリスの影武者として出場した主人公と顔見知りになる。その後、砂漠の殺し屋狩りを依頼された主人公たちに同行した際に世界を脅かすであろう強大な敵の存在を聞かされる。それとともに主人公が勇者として悪と戦う宿命を背負っていることを知り、その使命が自分自身の夢にも通じるという考えのもと、旅の仲間に加わった。
異変後は暗くなった世界に光を照らすべく、旅の道中に出会った「ナカマ」たちと共に各地で「世助けパレード」を行っていたが、メダチャット地方南部で主人公と再会。その後訪れたプチャラオ村で、村の親子が仲直りする様子を目の当たりにし、魔王討伐のためにジエーゴとの和解を決意する。そしてソルティコにいるジエーゴに魔王を倒す意志を伝えて和解しナカマたちを預け、再び主人公たちと旅に出る。
老若男女問わず（魔物や魔王、邪神に対しても）「ちゃん」を付けるが、旧知のグレイグや屋敷の使用人だけは呼び捨てである。また思い出話の中で、グレイグよりも年下であることが語られている。
マルティナ
声 - 小清水亜美
身長：165cmくらい / 好物：父譲りで甘いもの、デルカダールの料理 / 座右の銘：継続は力なり / 好みのタイプ：お父さまのような人
長いポニーテールとヘソ出しルックが特徴的な女性武闘家。実は亡くなったとされていたデルカダール王女。生後すぐに母を亡くしており、同盟国ユグノアの王妃にして主人公の実母であるエレノアからは娘のように可愛がられていた。
16年前にユグノア城が魔物の襲撃を受けた際、共に城から脱出したエレノアから生まれたばかりの主人公を託され、命懸けで逃走を図るも、川に落ちて彼を手放してしまう。その後、自身はロウに助けられたが、祖国に救援を求めようとした際に、王が自分を死んだと公表していたことを知り、その真意を確かめるべくロウと共に長きに渡る旅に出る。
異変後はグロッタの町を再訪し、町を支配していた妖魔軍王ブギーに立ち向かうも操られてしまう。その後は「呪われしマルティナ」として主人公たちと敵対するが、ブギー撃破後に正気を取り戻し、再度合流する。料理が得意で高い所が苦手。そして終盤でセーニャと再会した後、「ベロニカ……こんなことって……うぅ…」とベロニカの死に涙してしまう。
『11S』追加ストーリーではブギーに街の人々を人質にとられ、嫌々ながら彼特製の「妖魔のバニースーツ」を着て洗脳された事が判明。
ロウ
声 - 麦人
身長：130cmくらい / 体重：70kgくらい / 好物：ユグノアサンドイッチ / 座右の銘：老いても元気 / 好みのタイプ：亡き妻のように度量が広い人
マルティナに同行する70歳の老人。その正体は故ユグノア王国の先代国王で、主人公の祖父。16年前の襲撃時は、ユグノアの王冠、ユグノアのマントを装備していた。歴史や古代文字に精通しており、高度な呪文と武術の使い手でもある。若い女性に反応したり、密かにムフフ本を収集するなどスケベな一面もある。娘夫婦の死とデルカダール王の変心の謎を解くため、魔物の襲撃から救い出したマルティナと共に16年前から旅を続けていた。
異変後、武道の師であるニマ大師に教えを乞うためドゥルダ郷を訪問する。しかし、ニマが郷を守るために命を落としていたことを知り、死にいたるほどの過酷な修行を施して自ら冥府に赴いた。そこでニマの指導の下、奥義習得のための修行に打ち込んでいた。セーニャと再会した後、ベロニカが命を落としたことを知ると「若い者ばかり、死に急ぎおって…」と言っている。
その身を案じ、サンポ大僧正によって冥府へと導かれてきた主人公と再会し、師匠であるニマ大師からの厳しい修行を経て、究極奥義である「グランドクロス」を、さらに主人公が直後の修行で身に付けた「覇王斬」との究極れんけい技「グランドネビュラ」をも完成させる。その力をもって同じく冥府に侵入してきていた魔王ウルノーガの触手を追い払い、主人公と共に現世への生還を果たした。
なお、これまでのあらすじ紹介の際、PS4版ではロウのバストアップが画面左下、3DS版では全身が下画面に表示される。
グレイグ
声 - 小山力也、三瓶由布子（幼少期）
身長：200cmくらい / 体重：95kgくらい / 好物：キノコ類全般 / 座右の銘：湛然不動 / 好みのタイプ：穏やかかつ笑顔が素敵でなおかつグラマーならなおよし
黒色の鎧を身に着けているデルカダール王国の将軍。故バンデルフォン王国出身。無敗を誇る同国随一の武人で、王への忠誠心も誰より強い。強さはロトゼタシア全土に知れ渡り、仮面武闘会が行われているグロッタの町では胸像が建立されている。愛馬の名前は「リタリフォン」。
寒さと虫が苦手で、猫アレルギー持ち。36歳。なお、髭はデルカダール王への憧れと、年下の部下になめられないように将軍になる前の19歳の時から伸ばし始めたらしい。
ウルノーガに憑依されたデルカダール王から吹き込まれた虚言により、ユグノア王家と主人公に対して強い敵愾心を長年の間持ち続けていた。しかし、マルティナが生命を賭してでも主人公を守ろうとする姿を見たことと、クレイモランでの事件がきっかけとなり、主人公が本当に悪魔の子なのか疑問を抱く。その後、命の大樹で自分がとんでもない思い違いをしていたことに気付くも、すべての元凶であるウルノーガに背後から襲われて倒れ、世界崩壊を招いてしまう。
異変後、生き残った人々の先頭に立つ英雄として魔物の軍勢と抗戦を続けていたところ、活動拠点となっていたイシの村（最後の砦）へと帰還してきた主人公と再会を果たし、共にデルカダール城奪還作戦に挑むことになる。その過程でこれまでの非礼を詫び、主人公の盾となることを誓う。そして作戦成功後、デルカダール王の後押しを受け、主人公を守るべく仲間に加わる。
実はシルビア（ゴリアテ）とは旧知の仲で、青年時代にジエーゴの下で共に騎士修行を積んだ仲だった。しかし、本名を名乗っていなかったのに加えてあまりの性格の豹変ぶりゆえ、異変後に再会してもしばらく気付いていなかった。
正式に仲間となってからはロウのムフフ本に反応したり、シルビアの正体を知って大仰に驚いたりと、コミカルな一面も見せるようになる。また、会話では主人公たちを追う側だった当時のエピソードが聞ける。
時間遡及後は、ウルノーガとの戦いで共闘し、ニズゼルファ討伐のために仲間に加わる。
敵の「さそうおどり」で踊らされた時は、故郷のバンデルフォン王国に伝わる「バンデルフォン音頭」を披露するが、ドジョウ掬いのような踊りに「炭坑節」と同じようなメロディの歌を披露するなどな非常にコミカルな様子を見ることが出来る。

### 王国・村・町の人々と関係者

#### ユグノア王国
アーウィン
声 - 堀内賢雄
ユグノア国王。ロウの娘婿で、主人公の父親。即位する前はユグノア王国騎士団団長であり、ユグノア最強の騎士と名高く、素晴らしい人格の持ち主であった。また、甲冑を装備したときは隼の剣、魔法の盾を装備している。
主人公が産まれた16年前、ユグノアを狙う魔物たちに立ち向かい、主人公・エレノア・マルティナを逃がしたが、直後にデルカダール王に憑依したウルノーガに殺害された。そのために現世への未練から嘆きの戦士となってユグノアにとどまり、バクーモスに悪夢を食われ続けていた。しかし主人公たちがバクーモスを倒したことで解放され、エレノアと共に成仏した。
エレノア
声 - 井上喜久子
ユグノア王妃。ロウの娘で、主人公の母親。幼少期はお転婆で、よく母親（ロウの妻で、主人公の祖母）に叱られていた。16年前の魔物襲撃時に、赤子の主人公と幼いマルティナを守るために自ら囮となり命を落とした。
ネルセンの宿屋の宿泊客に、アーウィンが苦しんでいることを夢で伝える。

#### イシの村
エマ
声 - 川澄綾子
イシの村の村長・ダン（声 - 宝亀克寿）の孫娘であり、主人公と同年同日に生まれた幼なじみ。頭に巻いた赤いスカーフがトレードマークで、裁縫が得意。幼い頃から一緒だった主人公に特別な感情を抱いている様子を見せており、ゲームクリア後の世界では主人公と結婚する。
ルキ
エマの飼い犬。成人の儀式ではNPCとして主人公の戦いに加勢する。
マノロ
声 - 天海由梨奈
イシの村に住む少年。神の岩で魔物に襲われかけたところを主人公に助けられた。
ペルラ
声 - 小山茉美
主人公の養母。父であるテオ亡き後は、女手一つで主人公を実の我が子のように育て上げた。ふくよかな容姿ではあるが、実は村一番の美肌の持ち主である。
テオ
声 - 緒方賢一
イシの大滝に流れ着いた赤子時代の主人公を拾った老人。主人公の成長後は既に故人となっている。若い頃は世界を旅したトレジャーハンターであり、自身の旅の記録を著書として世界各地に残している。主人公が勇者の力で過去を訪れた際に再会し、未来の主人公に宛てた手紙を三角岩に残した。

#### デルカダール王国
デルカダール王 / モーゼフ・デルカダール3世
声 - 菅生隆之
剣術に長けた聡明な君主で、マルティナの父親。寛大な性格だが、秩序を乱す者には厳しい。16年前から鋼の剣を装備している。
本来はロウ曰く「勇者伝説の信奉者」であり、16年前、主人公の誕生直後にユグノア王国で開催された四大国会議において、主人公が16歳になったらデルカダールで修練を積ませる約束をアーウィンと交わしていた。しかしウルノーガ率いる魔物の軍勢の襲撃を受けた際にウルノーガに憑依されて体と意識を乗っ取られ、以後16年間ウルノーガに利用され続けていた。
勇者である主人公が城を訪れると災いを呼ぶ悪魔の子とみなして排除しようとし、主人公が地下牢から逃げ出すとグレイグやホメロスを差し向ける。命の大樹の崩壊直前にウルノーガが正体を現したことで憑依から解放され、ベロニカの尽力によって大樹の崩壊から救い出される。その後、ユグノア滅亡から命の大樹が崩壊するまでの16年間の記憶が無いまま最後の砦に運びこまれ、主人公と再会するまでの間は砦に残り戦いの指揮をとっていた。
時間遡及後の世界ではデルカダール城で憑依から解放され、戦いの意志を崩さぬマルティナの決意を認めて母の形見である黄金のティアラを渡す。
強面な見た目とは裏腹に自室と台所の隠し通路を作るほどに甘い物が大好物であり、つまみ食いの常習犯でもある。デルカダール城の自室の本棚には難しい本に偽装された、今まで食べたデザートの感想文が収められている。
ホメロス
声 - 櫻井孝宏、皆川純子（幼少期）
銀色の鎧を身に着けていてプラチナブレード２本を装備しているデルカダール王国軍師。グレイグと同じ36歳。個人の力量はグレイグにやや劣るものの、グレイグより上の優れた知略と判断力で、軍をまとめ上げる。
グレイグと共に幼少期からデルカダール王のもとで育てられ、友の誓いを交わし合った仲であった。しかし、常に自分より前を行くグレイグにいつしか劣等感を抱くようになり、そこに付け込んできたウルノーガに心酔し、配下となっていた。そしてウルノーガに闇のオーブを授けられて六軍王の魔軍司令となり、命の大樹の内部で勇者のつるぎを手にする寸前だった主人公たちに奇襲をかけて敗北に追い込んだ。
異変後は天空魔城へ乗り込んできた主人公たちと戦うも敗れ、なおもグレイグへの執念だけで踏みとどまるものの、グレイグから今の自分があるのはお前のおかげだと胸の内を打ち明けられた直後に息絶える。
時間遡及後の世界では未来から魔王の剣を持ち込んだ主人公に返り討ちにされる。その際にデルカダール王に憑依したウルノーガに助けを求めるも口封じのためデルカダール王の装備している鋼の剣で殺害された。
『11S』ゲームクリア後の追加シナリオではニズゼルファ復活の影響で胸に抱いていた心の闇が黒い影として具現化し、グレイグと一騎打ちを行うことになる。グレイグが闇を打ち払ったことで悪しき怨念から解き放たれて正気を取り戻す。胸の内を打ち明けた後、今でも変わらずにかけがえのない友だと認めてくれたグレイグの言葉を聞いて昇天した後、友に力を貸すという誓いを果たすために光となってグレイグの鎧に宿った。
デク
声 - 増岡太郎
カミュの元相棒。盗みよりも商売の才能に優れている。カミュがデルカダール城下町の下層に隠したレッドオーブを城に返却して賞金を得たが、それはカミュを脱獄させる資金を工面するためだった。現在はミランダと結婚しており、城下町の上層で店を開いている。異変後は最後の砦で道具屋を営む。
時間遡及後では神の岩でヘルコンドル・邪に襲われていたところを主人公に救われ、イシの村に移住し、村の道具屋を営む。
ミランダ
デクの妻。カミュのことはデクから聞かされていたようで、会った時には会えて光栄と話していた。
異変後はデクと共に無事に最後の砦へと避難している。時間遡及後では魔物によってデクが誘拐されたと情報屋に知らせることになった。その後にデクは主人公一行に救出され、現在は城下町のデクの店でデクの帰りを待ち続けている。

#### ホムラの里
ヤヤク
声 - 行成とあ
ホムラの里長を務める巫女。里を脅かす怪物「人食い火竜」を倒した英雄。火竜との戦いの最中に左脚に怪我を負い、主人公たちが訪れた時には包帯を巻いている。共に戦った息子のハリマが火竜と化し、ハリマを元に戻せるまで真実を隠して里の作物を火竜に捧げてきたが、世界崩壊の影響で作物が取れなくなったことで火竜が飢えの余りに肉を欲しって暴れ出したため、里の民を生贄にしようと考えるまでに思い詰めていた。テバ・サキ姉弟の母親を生贄に指名するも、2人の反発にあい、そうこうしている内に里を襲撃してきた火竜に自ら進んで捕食され死亡する。
時間遡及後の世界では、ハリマを元に戻すためのラーのしずくを求めており、それを彼女に渡すことでハリマと共に生存させることができる。
ハリマ
声 - 沖野晃司
ヤヤクの息子。母と共に人食い火竜を退治するものの呪いの瘴気を受けて火竜へと変貌する。その後、ヤヤクを捕食するが、ヤヤクが身に着けていたやたの鏡の力が体内で発動して人間の姿に戻る。しかし、長く火竜でいたために人間としての寿命が尽き、自分自身が母を殺してしまったことを知らぬまま消滅する。
時間遡及後の世界ではまだ暴れだしてはおらず、ラーのしずくをヤヤクに渡すことで人間の姿に戻り、母との再会を果たす。その後、ヤヤクの社で話しかけると謝礼として片手剣「名刀斬鉄丸」を貰える。
外伝作品では『DQⅩ』のコインボスとして登場する
ルコ
声 - 稲川英里
父とはぐれて迷子となった少女。不幸体質の父・ルパスとは正反対のラッキーガール。時間遡及後の世界では魔物たちによりダーハルーネの町にルパスと共に幽閉されていた。その後に主人公一行により魔物たちが討伐された後にイシの村に移住し、ルパスと共に主人公たちに協力する。
ルパス
声 - 花輪英司
ルコの父親である情報屋。デンダ一味に捕らえられていた。生来の不幸体質ゆえにあらゆる騒動に巻き込まれてきたが、逆にその体質を利用することで誰も知り得ない裏情報を集めており、優秀な情報屋として名を上げている。
テバとサキ
声 - 加藤英美里
ホムラの里に住む幼い兄妹。異変後では母・セセリを火竜の生贄にされることを防ぐため、ヒノノギ火山の怪物のふりをしている。
火竜が生きていたことを知ってヤヤクを糾弾するものの、真相を知ったことで大切なもののために罪を犯そうとしていた彼女と、母を失いたくない一心で儀式を妨害していた自分たちも同じだったことに気づいて見方を改めている。

#### サマディー王国
サマディー王
声 - 千葉繁
ファーリスの父親。騎士道を重んじているが、財政難を解決するため国宝を簡単に売り飛ばすこともある。妻の王妃と共に一人息子のファーリスを溺愛しており、国政そっちのけで息子の晴れ舞台であるウマレース「ファーリス杯」の準備に注力する。
息子を溺愛するあまり、高潔な騎士道精神が鳴りを潜めてしまったことに兵士たちからは嘆きの声が聞かれる。
サマディー王妃
サマディー王の妻。夫と共に一人息子のファーリスを溺愛し、支えている。
ファーリス
声 - 島﨑信長
容姿端麗で、乗馬や武芸に優れていると言われている王子。まもなく16歳を迎える身であり、ファーリス杯での活躍を両親や国民から強く期待されている。しかし、実際には評判とは正反対の人物で、周囲のプレッシャーに滅法弱く、親や周囲の評価を裏切りたくない一心から部下に虚偽の報告をさせるなどしてごまかしていた。自分と年齢や背丈が近い主人公にファーリス杯の影武者を頼み込み、デスコピオンの討伐でも主人公達にほぼ丸投げした。だが、捕獲したデスコピオンが城下町で暴れ出した際は、シルビアの激励を受けてファーリスの装備している鋼の剣が折れてもなお立ち向かった。その後は心を入れ替え、根本的なお調子者の部分は変わらないながらも真面目に訓練に取り組むようになるほか、勇者の星の異変の調査などに積極的に取り組む。

#### ダーハルーネの町
ラハディオ
声 - 相沢まさき
ダーハルーネの町長。かつては有能な商人で、一人で町を興し、世界有数の港町にまで発展させた。誰に対しても人当たりがいい人物と評されていたが、息子のヤヒムが「悪魔の子」の呪いで声を失ったという思い込みから、ドックの開放を求める主人公とカミュを追い返す。しかし、主人公たちがヤヒムの声を治したことで誤解を詫び、ホメロスから追われる主人公たちの手助けをする。
ヤヒム
声 - 森永たえこ
ラハディオの息子。主人公たちを追って来たホメロスが魔物と通じている現場を目撃したところ、彼の強力な呪いによって声を奪われる。主人公たちの活躍で声を取り戻し、ラハディオの主人公に対する誤解を解く。
ラッド
声 - 芝井美香
宿屋の息子で、ヤヒムの友人。店の仕事をサボり、彼を自分の非行に巻き込むなど周囲の評判はよくない。しかし声を奪われたヤヒムのためにベロニカの杖をひったくったりと、根は友達思いで優しい。
彼より身長が1センチ短いのが悩みで、髪の毛をツンツン逆立ててごまかしている。

#### グロッタの町
ハンフリー
声 - 杉田智和
仮面武闘会の前回チャンピオン。抽選で選ばれた主人公とタッグを組むことになる。戦闘中は無法者のバンダナと炎の爪を装備している。人格者としても知られ、大会で得た賞金を自分が育った孤児院の運営費に充てているが、本来は格闘家としては三流程度の実力しかない。運営資金が底を付いて困窮していたところを孤児院地下の遺跡に封じられていた魔物・アラクラトロに目を付けられる。魔物の甘言に乗せられてしまい、魔物の力の源になるエキスの原料となる闘士を誘拐し、見返りとして闘士から絞り出したエキスをもらい受けて力を得ていた。(その闘士はエキスを取られた後には死んでいた。)試合が始まるごとにエキスを飲み勝利を重ねていたが、その代償として体がボロボロになるまで蝕まれていることに気付かず、後を追ってきた主人公一行を始末しようとするが発作を起こして気絶してしまう。
アラクラトロが倒された後は過去の所業を謝罪し、優勝表彰式の場で自分自身の実力で主人公にエキシビジョンマッチを挑み敗北する。さらに罪を犯したけじめとして、町の人々に真相を打ち明け、現役を引退する。
異変後はグロッタの町を支配した六軍王のブギーを倒すべく闘士仲間たちと共に立ち向かうが、消息不明となる（その後、魔物に姿を変えられていたことが判明する）。邪神復活後は、様子がおかしくなった仲間を案じて孤児院地下の遺跡に向かい、復活したアラクラトロとの戦いにNPCとして参加する。
ガレムソン
声 - 白熊寛嗣
仮面武闘会予選の相手。外見はあらくれ同様で、装着マスクは黒色。意固地で自己顕示欲が強いが、根は善人。
時間遡及後の世界で主人公からイシの村の用心棒を依頼された際には、快く引き受けている。
異変後はハンフリーらと共にグロッタの町を奪還すべくブギーに立ち向かうも消息不明になる（魔物に姿を変えられていたことが判明する）。
邪神復活後、復活強化されたアラクラトロに操られ、駆け付けてきた主人公とハンフリーたちに襲い掛かってくる。その後に主人公一行によりアラクラトロ・邪が討伐されたことで洗脳から解放されて主人公たちに協カすることになり、イシの村に移動してベロリンマンと共に門番をすることになった。
ベロリンマン
声 - 小西克幸
仮面武闘会予選の相手。長い舌が特徴で、語尾に「ベロン」を付ける。
異変後は容姿から魔物扱いされてしまい、孤児院に軟禁状態となっている。
邪神復活後、復活強化されたアラクラトロに操られ、駆け付けてきた主人公とハンフリーたちに襲い掛かってくる。アラクラトロ・邪の洗脳から解放された後は主人公たちに協力し、イシの村に移動してガレムソンと共に門番をすることになった。
ミスター・ハン
カミュとタッグを組む武闘家。予選でロウ&マルティナのチームに敗北。ドゥルダ郷の出身で、修行中の居眠りが原因で破門されて闘士となった。
異変後は強化モンスターとの戦いで傷を負い療養していたため、ブギーとの戦いには加わらなかったために難を逃れた。
邪神復活後は唯一、アラクラトロの洗脳を逃れており、行方不明になった闘士仲間たちの身を案じている。
ビビアン、サイデリア
声 - 藤井ゆきよ（ビビアン）、芝井美香（サイデリア）
仮面武闘会決勝トーナメント初戦の相手。魔法使いのバニーガールと女戦士のコンビ。
ビビアンは異変後に闘士仲間と共にブギーに立ち向かうも消息不明となってしまう（その後、魔物に姿を変えられていたことが判明する）が、サイデリアは臆病風に吹かれて加わらなかったため難を逃れた。戦闘中、ビビアンはウサミミバンドとフラワーステックを装備していて、サイダリアは山賊のサーベルとライトシールドを装備している。
邪神復活後は2人そろってアラクラトロに操られてしまう。
マスク・ザ・ハンサム
声 - 内田雄馬
仮面武闘会決勝トーナメント2回戦の相手。レディ・マッシブ（シルビア）とチームを組む。
シルビアのノリと勢いに息ぴったりについていけるノリのいい人物であるが人見知りが激しい性格で、仮面で素顔を隠さないと実力を発揮できないらしい。戦闘中は刃のブーメランを装備している。
異変後、闘士仲間たちと共にブギーに立ち向かうも消息不明となってしまう。
邪神復活後、復活強化されたアラクラトロに操られる。

#### ソルティコの町
ジエーゴ
声 - 大塚明夫
ソルティコの領主で、世界最高と讃えられる騎士。シルビア（ゴリアテ）の父親で、グレイグのかつての師でもある。自他共に厳しい性格だが、豪快かつ良き人柄も持ち合わせ、困っている人を見過ごせないお人好しなところは息子によく似ている。「騎士に二言はない」が口癖。
騎士になる道を捨てて旅芸人として生きようとする息子と対立し、大喧嘩の末に別れることとなった。しかし内心では自分なりの騎士道を貫こうとするシルビアの決意と信条を既に認めており、十数年ぶりとなる再会の末に和解する。
ゲームクリア後では、シルビアのナカマたちと共にダンスを踊る姿を披露している。
時間遡及後もシルビアと和解し、グレイグとシルビアに試練を課す。試練を達成すると、れんけい技「師匠よび」で呼び出すことができる。
セザール
声 - 相沢まさき
ジエーゴの執事。主人の息子であるシルビアを可愛がっており、彼の出奔後も気にかけていた。若い頃はあらくれ者だったという。

#### ナギムナー村
キナイ
声 - 中村悠一
村の漁師。にぎやかな場所が苦手で他人ともあまり交わらず、周囲からは変わり者と認識されている。母はダナトラの娘であり、死後はキナイ・ユキに拾われて育てられた。その経緯となる50年前のある出来事から噂されるようになった人魚の呪いの伝説により、人々から母親と共々人魚の子だと噂されている。村人たちから向けられる奇異の目に辟易して人魚を毛嫌いしていた。
人魚のロミアの願いを受けてユキを探しにやってきた主人公たちにユキが自分の祖父であることを伝えると共に伝説の全容を教えた。主人公の選択次第でロミアと面会し、彼女の思い人であるユキが既に故人であることを伝え、人の姿となって海に上がりユキの墓と対面したのち、海に戻って泡となって消えていったその最期を見届けることになる。そしてユキが幽閉されていたしじまヶ浜の小屋に人知れず残した肖像画とロミアに当てて書いた手紙を見つけ、人魚の呪いの言い伝えの真相と、彼女との約束を果たせずとも変わらぬ愛を貫き続けて死んでいったユキの思いを知り、人魚に恋をした彼の気持ちを理解する。
時間遡及後はユキ同様、仕事中に事故に遭ったところをロミアに助けられたことで人魚への偏見を改めるようになる。イベントの流れが変わるため、祖父の手紙や肖像画については一切触れられることはなく、伝説の真相をしらないままお互いに意識し合うようになる。
祖父とは血は繋がっていないが外見は似ており、ロミア曰く「同じ手をしている」。
キナイ・ユキ
声 - 川野剛稔
キナイの義理の祖父。優秀な漁師で村長の娘・ダナトラと婚約していたが、その間に出た漁で嵐に遭い命を落としかけたところを人魚のロミアに救われ、種族を越えた恋に落ちる。再会を約束して村に帰ったが、村長の怒りを買って船を燃やされ、しじまヶ浜へと幽閉されてしまう。彼女への変わらぬ愛を貫き再会を果たそうとしていたものの、ダナトラが夫と父を海難事故で亡くしたショックで母子心中を図ってしまい、赤ん坊を救ったものの帰らぬ人となってしまう。自分の行動によって周囲の人間を不幸にしてしまったことを悔い、彼女との結婚を諦めて赤ん坊の父親代わりになることを決心する。それとともに同じ悲劇を繰り返させないように自身の体験を人魚の呪いの言い伝えとして村へ残した後、孤独な日々の末にしじまヶ浜の小屋で死去した。

#### 海底王国ムウレア
セレン
声 - 田中敦子
海底王国の女王。王族だけが扱うことのできる「千里の真珠」により海上の世界での出来事をほぼ把握しており、主人公たちの来訪も予見していた。
異変後は重傷を負った主人公を魚の姿に変えて匿った。異変後はクレイモラン到達後、クリア後はイベントをこなすことで任意のタイミングで魚に変えてもらうことが可能になる。
ロミア
声 - 茅野愛衣
白の入り江で出会う美しい人魚。自身が命を助けたユキと恋に落ち、結婚を誓い合った。村に帰った彼が幽閉されたことを知らず、また人間と人魚の寿命の差を忘れたまま白の入り江で数十年に渡って待ち続けており、死亡を伝えるかどうかによってその後の結末が変化する。
伝えた場合はナギムナー村を訪れて彼の死を受け入れ、陸に上がり海に戻ることで泡となって消滅し、伝えなかった場合はそのまま生存し白の入り江で待ち続けることになる。しかし時間遡及後の世界では選択に関わらず生存しており、ユキの孫であるキナイと出会う。

#### ブチャラオ村
ボンサック
声 - 花輪英司
村の入り口で客引きをしている商人の男性で既婚者。壁画のご利益を売りにした観光業を提案してたくさんの人々を呼び込んでいる。
旅人の質問に対して適当な答えを言って宿屋に誘導し宿泊させようと仕向けたり、壁画の災いが解決し壁画での商売ができなくなった後は、壁画のレプリカを売りにした商売を始めたりと、商魂たくましい性格。
異変後は主人公たちに新しく現れた魔物（フールフール）の蛮行について教えてくれる。
時間遡及後は新たに表れた魔物（ハッスルじじい・邪）の呪いで無理やり踊らされており、呪いが村全体に及んでいることを教えてくれる。
ブブーカ
声 - 小田柿悠太
大金持ちになるために壁画のご利益を求めてやって来た観光客の一人。メルトアに取り込まれるが、主人公たちによって解放される。
バハトラ
声 - 沢木郁也
妻に先立たれており、襲撃時に一番大切な物を妻のペンダントと答えたために生じた誤解から息子のチェロン（声 - 嶋村侑）と喧嘩してしまい、行方不明となったことで気が立っている。
実際はフールフールの言葉が偽りであることを察知して息子を守るために妻のペンダントを差し出しただけであり、戻ってきたチェロンと和解した。

#### クレイモラン王国
シャール
声 - 堀江由衣
亡き父クレイモラン王の後を継ぎ、1年前に即位したばかりの若き女王。眼鏡をかけた金髪の女性。氷の魔女・リーズレットの襲撃を受けて魔女の禁書の中に閉じ込められており、主人公たちがリーズレットを倒し、彼女が封印されたことにより禁書から解放されたように思われたが、エッケハルトが封印の呪文詠唱に失敗したことで解放されなかった。
しかし、王の間でようやく主人公に自身の声が届き、偽物の正体が全員に露見したことで解放される。女王の責務に押しつぶされそうな悩みを抱えていたが、封印中に彼女が相談に乗ってくれたことに感謝しており、彼女が兵士に捕えられそうになった際は助命を訴えた。
リーズレット
声 - 沢城みゆき
魔女の禁書に閉じ込められていた、古の時代より生きる氷の魔女。ホメロスに封印を解かれその見返りにグレイグを倒すよう命令されており、クレイモランの城下町を氷漬けにし、シャールに変装してデルカダール軍や主人公らに魔女の討伐を依頼した。それと同時に魔女は魔獣を使役するとの嘘の情報を与えることで、自身の力を封印している聖獣・ムンババを倒すように仕向けた。直後にムンババを倒した主人公とグレイグの前に現れ襲撃するが、ベロニカの魔法攻撃によって撤退した。クレイモラン王国で再びシャールの姿で再会するが、先の魔法攻撃の負傷の手当をしていたことで感づいたベロニカによって正体を暴かれ、主人公らに倒され禁書に封印されそうになる。封印の呪文詠唱に失敗したことで再び脱出しシャールに変装して周囲を欺こうとするが、エッケハルトの質問に答えられなかったことで正体を暴かれる。この時点でほぼ魔力を失っていたため抵抗することなく降参するが、彼女に恩義を感じていたシャールに庇われ助命される。以降は付き人としてシャールの良き相談相手となる。
異変後にクレイモランで黄金病が流行り出した間、その犯人の疑いをかけられ、地下牢に閉じ込められるもキラゴルドが消滅すると解放される。時間遡及後は魔竜のたましいを渡すと錬金アイテムと交換してくれる。
入れ替わっている間、シャールの悩みを聞いて相談に乗っていた以外にもクリア後の時間遡及後の世界では子供に呪文を教えているなど、根は善人の模様である。恋に恋する可愛い性格を持っているが、古代図書館で確認できる彼女の記述がある本によれば、その美貌で数多くの男を虜にして氷漬けにしていた過去もあった。実際にクレイモランに居住するようになってからはその美貌とスタイルで交際を申し込む男性もいる。
ムンババ
声 - 小西克幸
ミルレアンの森に生息する魔物。魔女リーズレットの力を封印している聖獣だが、シャールに変装したリーズレットに魔女の手下と吹き込まれた主人公とグレイグに討伐される。時間遡及後は邪神の力で復活するも、勇者の力で正気に戻り以降はイシの村に移住する。
エッケハルト
声 - 相沢まさき
王国から離れた小さな小屋で暮らす魔法学者。王国が氷に閉ざされる前はシャールの教育係を務めていた。魔女の封印方法を調べるため、主人公たちと共に古代図書館へ向かう。主人公達がリーズレットを倒すと禁書に封印を試みたが、詠唱が不完全だったため失敗する。だが、シャールに変装したリーズレットを教育係の経験で見破った。
マヤ
声 - 水瀬いのり
カミュの妹。一人称が「おれ」、カミュを「兄貴」（稀に「おにいちゃん」）と呼ぶなど、男言葉で話す。「いしし」という笑い方が特徴。カミュと共にバイキングの元で過酷な日々を送り、いずれ金持ちになることを夢見ていた。誕生日の贈り物としてカミュから贈られた首飾りを身に着け、触れた物を黄金に変える力を得たが、次第にその力に取り憑かれ、生きた鳥までも黄金にしてしまう。そのことでカミュに激怒され首飾りを手放すことを決意するが、首飾りの正体は呪いのアイテムであり外すことができず、逆に自らが黄金と化してしまう。以降、兄妹で暮らしていた「風穴の隠れ家」に長らく放置されていた。
世界の異変直後にウルノーガによって復活した際に「鉄鬼軍王キラゴルド」と化し、黄金化の力を自在に操れるようになった。誰からも助けてもらえず、兄にも見捨てられたと思い込んだことで絶望し、クレイモラン周辺に黄金病をばら撒いて世界中の人間を屈服させようと企む。やがて拠点の黄金城へと侵入して来た主人公たちに立ち向かうが敗北する。直後、首飾りの力が暴走したが、身を挺して助けようとしたカミュの行動によって正気に戻った。首飾りは破壊され、体力が元に戻るまでクレイモラン城下町で静養することとなる。
時間遡及後の世界では、隠れ家にてカミュに懇願されたため、勇者のチカラによって黄金化を解かれる。首飾りは呪いの効力を失い、「海賊王の首飾り」というカミュ専用のアクセサリーとなる。
『トレジャーズ』でも主人公の一人として登場する。
クレイモラン王
声 - 沢木郁也
シャールの父親であり、1年前に崩御した為、本編開始時点では故人。四大国会議のシーンにのみ登場する。四大国会議では「勇者と邪神は表裏一体」「ロトゼタシアを混沌に導く」など勇者を悪と同等と見なす発言をしていたが、あくまでアーウィンの真意を確かめたかっただけであった。

#### ドゥルダ郷
ニマ大師
声 - 恒松あゆみ
ドゥルダ郷を治める指導者。ロウの師匠であり、主人公の師にもなるはずであった女性。しかし、大樹の力を得たウルノーガから郷を守るため命と引き換えに守護方陣を展開したことで死亡。そのため生きてロウと主人公に会うことは叶わなかった。死後、冥府でロウと主人公に奥義「グランドクロス」「覇王斬」「グランドネビュラ」を授ける。
一人称は「あたい」。その指導は厳しく、修行時代のロウに6年で1万回も専用の「お尻叩き棒」による尻叩き制裁を加えており、郷における伝説となっている。実際、冥府における修行でも軽く尻叩き棒を振りかざして恫喝しただけでロウを震え上がらせた。
時間遡及後は世界崩壊がなかったため生存し、邪神に挑もうとする主人公らに連武討魔行の修行を用意して待っていた。最終試練では戦闘には参加しないものの、自ら魔物を召喚して相対する。『11S』で追加された裏の試練の第4戦では、最後の敵として自ら戦闘に参加する。
ロウより年上の高齢であるはずだが、その姿は実年齢に釣り合わない若さを保っており、その理由は作中では明かされていない。
サンポ大僧正
声 - 斎賀みつき
ニマ大師の死後、ドゥルダ郷を治める大僧正。眼鏡をかけた幼い容姿だが人の本質を見抜く素質に優れ、12歳で大僧正に抜擢された。
時間遡及後はニマ大師が生存したため郷のナンバー2となっており、彼女の指示で連武討魔行の受付を担当する。

#### 神の民の里
イゴルタプ
声 - 緒方賢一
ローシュとも面識がある、神の民の長老。長命ゆえに、普段は深く眠りについている。
異変後は魔王軍に里が滅ぼされたため命を落としているが、時間遡及後は魔王の誕生が阻止されたため生存している。
クーロン
声 - 川津泰彦
神の民の一人で、イゴルタプの補佐をしている。常時熟睡しているイゴルタプに代わって、主人公たちにニズゼルファや聖なる種火のことを説明した。

### 先代勇者一行
ローシュ
声 - 檜山修之
先代勇者。主人公と同じ紋章型のアザを左手に持つ。当時、世界を混沌へと陥れようとしたニズゼルファを討ち倒したが、とどめを刺す直前にニズゼルファに操られたウラノスに殺害された。
セニカ
声 - 桑島法子
ローシュの仲間の女性賢者。想いを寄せていた彼を助けられなかったことを悔やみ、ニズゼルファとの戦いの後、時のオーブで過去に戻ろうと試みる。しかし、彼女自身が勇者のチカラを持たない存在だったため願いは叶わず力尽きて倒れてしまい、忘却の塔で時を見守る存在「時の番人」として生まれ変わった。それに伴って記憶を失っているが、主人公と初めて対面した際にはローシュの名をつぶやいている。
ゲームクリア後の新展開において、邪神を倒した主人公によって元の姿に戻った。勇者のチカラと勇者のつるぎを譲り受けることで過去に戻ることに成功し、ついにローシュとの再会を果たした。
ウラノス
声 - 関智一
ローシュの仲間の魔法使い。神の里の住人によれば、彼は極めて優秀ではあったが、魔力を高めることに執着しそのためには手段を選ばぬ性格であったという。その危うさ故にニズゼルファの甘言に抗えず、唆されるままに彼を殺害し、邪神の力を吸収して魔道士ウルノーガへと変貌してしまった。
預言者
声 - 冨永みーな（『11S』） / 多田野曜平（ボイスドラマ）
主人公やカミュの夢の中に現れ、助言をしていく謎の人物。その姿は、見る者の持つ預言者のイメージによって変わる。
その正体はニズゼルファの甘言に乗って魔導士ウルノーガと化したウラノスの中にわずかに残された善の心の化身である。ウルノーガから分離した末、忌まわしき因縁を断ち切る勇者の存在の現れを待ち続けていた。勇者に自身の本来の姿と素性を明かした後に最後の預言を与え、悪しき因縁の決着を託して消滅した。
ネルセン
声 - 三宅健太
ローシュの仲間の戦士。邪神との戦いの後、バンデルフォン王国を建国し、「英雄王」の二つ名で後世まで讃えられている。晩年、伝説の武器をそれにふさわしい者に授けるために地下迷宮を築き、精神体となって挑戦者に試練を課す。鍛冶に詳しい。
血縁関係については明らかではないが、神の民によればグレイグの容姿が彼とよく似ており（実際瞳の色は共通している）、彼の装備をグレイグが装備できるなど何かしらの繋がりは見られる。
彼から課された試練を乗り越えることにより、ネルセン愛読の「エッチな本」を貰うこともできる。

### その他の人物
アリス
声 - 立木文彦
港町であるダーハルーネのドックにて管理されている大型船・シルビア号の航海士。
『VIII』の登場人物・ヤンガスに似た「〜でがす」や「〜でげす」といった語尾の口調で話す。外見はあらくれ同様で、装着マスクはピンク色。シルビアからの信頼は厚く、整備から操縦まで船に関する業務全般を一任されている。
実は故バンデルフォン王国の海軍将校という経歴の持ち主。王国の崩壊により人生の希望を失って過ごしていたところで旅芸人となっていた彼と出会い、その明るさと人格に救われる過去を持つ。以降は彼のパートナーとして彼を「ねえさん」と呼んで慕っている。
『11S』のシルビアの追加シナリオでは、シルビアを救出しNPCとして戦闘に参加する。
メダル校長
声 - 関智一
王立メダル女学園の校長。学園を訪れた主人公にちいさなメダル集めの才能を見出し、「客員生徒」の資格を与える。
アラーニ
声 - 髙階俊嗣
デルカコスタ地方の船着場に住んでいる漁師。世界崩壊後、海底王国ムウレアから脱出した主人公を吊り上げ、最後の砦について教えた。
ファナード
声 - 髙階俊嗣
ラムダの長老。予知夢を見る能力を持つ。ベロニカとセーニャが賢者セニカの生まれ変わりであるという神託を受け、勇者を探し出して守る使命を姉妹に与える。その後も夢のお告げにより主人公たちを導く。

### 敵対者
ウルノーガ
声 - 黒田崇矢
本作の最終ボス。デルカダール王に憑依していた魔道士。命の大樹を我が物にするのに必要な勇者のチカラを奪うため、16年前のユグノア城襲撃を生き延びた主人公の行方を追い続けていた。非常に狡猾で、様々な要人に取り憑き内部から国を徐々に衰退させ滅ぼしてきた。後に目論見通りに勇者のチカラを奪って命の大樹の魂を取り込み、魔王と化して世界崩壊を引き起こす。その後は天空魔城に居を構え、ロトゼタシアの支配者として君臨する。途中でサマディー地方へ落下していた勇者の星を両断し、ニズゼルファの復活を阻止している。
第1形態は目玉のついた大剣「魔王の剣」を持った人型だが、第2形態は剣に宿る力を解放して下半身のない骸のような異形の姿と化し、剣は白骨化した竜の上半身のような邪竜ウルナーガに変化して2体がかりで襲ってくる。
時間遡及後は同様に命の大樹に現れるが、直前にホメロスが倒されたことにより、計画が頓挫した。彼を口封じのため殺害してデルカダール城に撤退し、勇者のつるぎの奪取を謀るも失敗に終わる。デルカダール王から分離し正体を現した後に襲いかかるが主人公たちに討ち取られた。
命の大樹で手にした魔王の剣の破片を見て、主人公が未来から来たことに唯一気付いていた。また、今際の際に邪神の分身である黒い精霊の存在にも気付き、「時をさかのぼってきたのはお前だけだと思うなよ」と言い残し息絶えた。
その正体は、先述のとおり、大魔法使い・ウラノスである。なお、手にしている杖はウラノス時代から愛用している物である。
邪神ニズゼルファ
声 - 宮田幸季
本作の真の最終ボスで、闇の深淵より生まれて闇こそを己の喜びとする闇の神。かつてロトゼタシア全土を闇に落とそうと企んで、命の大樹を狙った。「大いなる闇の力」として語られ、ロトゼタシア最大の脅威にして勇者が倒すべき真の敵である。
古の時代にローシュ一行と戦い、追い詰められた際にウラノスを唆して闇に堕とし、ローシュを殺害させる。自らの身を脅かす者の抹殺に成功したものの、セニカと神の民たちの協力によって肉体を「勇者の星」に封印され、天空に打ち上げられた。しかし、魂は肉体から離れて黒い精霊の姿で逃げ延びていた。
時間遡及前の世界ではニズゼルファの名前が歴史から抹消されており、ロウが勇者の星の封印に古代文字で刻まれた名前を解読するものの、心当たりがある者は誰もいなかった。異変後に黒い精霊と一体化することで復活を遂げようとするものの、ウルノーガに勇者の星を破壊され、企みを阻まれた。
ゲームクリア後の新展開において、黒い精霊は主人公を密かに尾行して共に時間遡及する。その時間軸でウルノーガが倒されたことで、ついに勇者の星と一体化して復活を果たし、各地の魔物を闇の力で強化する。
本体と魂が一体化した真の姿では、巨大な宇宙人を想起させるかの如く、頭部全体を覆うマスクを装着している。

#### 六軍王
異変後にウルノーガが各地に派遣する六つの軍団の指揮官。それぞれがオーブを守護し、その力を利用した固有の特技を持つ。
屍騎軍王ゾルデ
声 - 若本規夫
パープルオーブを守る魔物。ゾンビ系の魔物を配下に置く。オーブを使用した特技は、自身の影を作り出す「パープルシャドウ」。
「ンフフフフ」という不気味な笑い方が特徴。デルカダール周辺の地域を暗闇で覆った元凶である。
闇を清浄なるものとして愛し、光を不浄なるものとして憎んでいる。
覇海軍王ジャコラ
声 - 高口公介
レッドオーブを守る魔物。自然系の魔物を配下に置く（ジャコラ自身はドラゴン系）。オーブを使用した特技は、赤色の霧を張って自身の攻撃威力を高める「クリムゾンミスト」。
ムウレアを襲撃した後に海全域を牛耳る。レッドオーブの力で全身にいかなる攻撃を受け付けないバリアを貼るが、勇者のチカラを取り戻した主人公に破られる。
妖魔軍王ブギー
声 - 中村悠一
グリーンオーブを守る魔物。悪魔系の魔物を配下に置く。オーブを使用した特技は、相手のMPを吸収する「ギガ・マホトラ」。
グロッタの町を占領し、カジノの町へと作り変えた。イカサマを仕掛けたスロットで大勝ちして調子に乗った人間を魔物に変化させ、従業員としてこき使っている。特に魔物となったマルティナはお気に入りらしい。主人公らに敗れた後、正気を取り戻した彼女によって成敗される。
快楽主義者の一方で品性に欠ける面を配下の魔物たちから問題視され、他の六軍王（特に花形と称されるホメロス）と比べて人望はない。
鉄鬼軍王キラゴルド
声 - 水瀬いのり
イエローオーブを守る敵で、六軍王の紅一点。物質系の魔物を配下に置く。オーブを使用した特技は、相手を一時的に黄金の塊に変える「ゴールデンアストロン」。
クレイモラン地方にある黄金城の玉座の間で、勇者一行と対峙する。
正体はウルノーガによって黄金化の呪いから解き放たれ、操られたマヤ（カミュの妹）である。
邪竜軍王ガリンガ
声 - 武内駿輔
ブルーオーブを守る魔物。ドラゴン系の魔物を配下に置く。オーブを使用した特技は、相手にかかっている補助呪文の効果を打ち消す「青の衝撃」。
天空魔城の門番として、勇者一行と対峙する。
『11S』追加ストーリーでは神の民の里を滅ぼした張本人であることが明らかになり、魔軍のアジトから脱走しようとしたカミュを追い詰めたが、ホミリン(預言者)に力を借りたカミュを取り逃がした。
魔軍司令ホメロス
声 - 櫻井孝宏
シルバーオーブを守る敵で、六軍王の長。オーブを使用した特技は、雷属性の全体攻撃である「シルバースパーク」。
正体はホメロスであり、悪魔のような姿をしている。

#### その他の魔物
いたずらデビル
声 - 関智一
いたずら好きの魔物。ナプガーナ密林からデルカダール地方につながる橋を壊し、森に住む木こり・マンプクを犬に変える。さらに、宝箱の中に潜み開けた者を驚かそうとしたが、大樹の根に触れたことでそれまでの経緯を知っていた主人公には全く反応されず倒された。
デンダ
声 - 堀内賢雄
ホムスビ山地北東にある荒野の地下迷宮を根城にしている魔物の親玉。いずれ現れる魔王の右腕になることを狙い、ホムラの里でベロニカをさらい彼女の魔力を奪い幼児化させる。また同じ場に居合わせていたルパスもさらいアジトに監禁していた。乗り込んできた主人公達に対し、子分と共に応戦するも倒された。
アラクラトロ
声 - 丸山壮史
グロッタ地下遺構に生息する巨大なクモの魔物。かつてグレイグに倒されるも、完全には消滅せず地下で傷を癒していた。資金難に悩むハンフリーに目を付け、闘士たちを差し出せばその分け前として肉体を強化する「強化のエキス」を与えるという取引を持ち掛け、多くの闘士から力を奪っていた。ハンフリーの後をついてきた主人公達からも力を奪おうとしたが倒された。
時間遡及後は邪神の力で復活を果たし、闘士達を操り差し向けるも主人公とハンフリーに再び倒された。
メルトア / メル
声 - 茅野愛衣
ウルノーガが古代プワチャット王国の壁画に呪いをかけて生み出した壁画の魔物。
人間をまほうのカギの力で自らの塗料としている。そのため、欲深い人間を潜伏先である壁画世界に誘い出してそのまま取り込み、欲がない人間は「メル」と名乗る純真無垢な少女の姿で現れ、両親とはぐれて迷子になったと欺き壁画の元へ誘導して取り込んでしまう。
非常に尊大な態度で「欲にあらがえない人間を救ってやっている」と豪語し、自分に力を与えてくれたウルノーガに心酔している。
ボンサックが壁画のご利益を売りにした商売を始めたのに乗じて訪れた人々を取り込み続けていたが、情報収集のため村に訪れた主人公一行に正体を見破られて討たれた。
フールフール
声 - 中尾隆聖
異変後のブワチャット村に現れた魔物。狡猾かつ陰険な性格で、魔王におびえる住人に対し、「一番大切なものを差し出せばそれは助けてやる」という嘘の取引を持ちかけ、差し出されたものを奪い去る。
アジトに乗り込んできた主人公達に対し、同じような取引を持ち掛けるもシルビアの嘘に嵌められたことに激怒して襲い掛かるも討たれた。
バクーモス
声 - 後藤光祐
人に悪夢を見せその絶望を喰らう魔物。16年前に死亡したユグノア王・アーウィンに取りつき16年前の悪夢を見せ続けて絶望を引き出し、食い続けていた。嘆きの戦士となったアーウィンが倒されると姿を現し、主人公からも絶望を食おうとしたが倒された。
時間遡及後は邪神の力で復活を果たす。
魔竜ネドラ
声 - 土師孝也
かつて勇者ローシュの時代、邪神に仕えていた魔竜。ローシュに敗れ、シケスビア雪原の湖に氷漬けの状態で封印されていた。ウルノーガの影響によって封印が解け、主人公達に襲い掛かる。戦闘に勝利しても完全には倒されず主人公達を追い詰めるも、セーニャが奏でる竪琴の音色で身動きを抑えられ倒された。
時間遡及後は邪神の力で復活を果たす。
デスエーギル
声 - 遠藤大智
時間遡及後の世界のみに出現する、邪神により悪しきカを与えられた暗黒の海神。幻の小島と呼ばれる北東の小島（3DS版ではバンデルフォン地方・東の島）にいる。海底王国ムウレアの秘宝「千里の真珠」を奪った魔物。

### 冒険の書の世界とヨッチ村の住民
時の破壊者 / 時の守り神
「過ぎ去りし時の祭壇（過ぎ去りし時の最果て）」で待ち構えている裏ボスで、外見はニズゼルファに酷似している。
その正体は「時の守り神」であり、主人公たちが邪神を倒す力を持っているか試すためであった。
クルッチ
「ユーシャさま（主人公）」を探しており、ショルダーバッグを持った白いヨッチ族の男の子。
3DS版では時の破壊者との戦いの後に主人公たちのお供として同行する。
ジョロッチ
ヨッチ族の長老で、クルッチの祖父。孫とは普段から仲が良く、他のヨッチ族も「将来孫ができたらあのような関係を築きたい」と羨ましがっている。
オジッチ
クルッチの叔父。甥同様、語尾に「ッチ」をつける。『11S』ではヨッチ村に行く際にセーブする役目をしている。

### 『11S』追加ストーリーの人物

#### 希望の旅芸人
ドテゴロ、デニス、モレオ
声 - 内田雄馬、真木駿一、西山宏太朗
ダーハルーネの町一帯を脅かす盗賊団の一味。元は町の漁師だったが異変後に漁に出られなくなったため飢えに喘ぎ、生きるために不本意な略奪行為を繰り返していた。
シルビアに成敗された後、己を見つめ直すという理由で彼の人助けの旅に同行する。そして彼の提唱する世助けパレードに賛同し、彼のオネエ口調をまね「ナカマ」となった。
イッテツ
声 - 小西克幸
ホムラの里出身の鍛冶職人の中年男性。修行の旅からの帰郷中に世界の異変に見舞われた挙句、ドテゴロ一味に荷物を奪われ途方に暮れていた所をシルビアに救われる。
母・カナエとの再会を果たした後、人助けの仲間と共に里にやってきた彼と再会し、感謝の意を込めてパレード用のおみこしを作り上げ、ナカマとなって世助けパレードに加わった。
イソム
ダーハラ湿原で出会う不眠症の神父。人助けの旅の途中、救えなかった人々の怨嗟の声に悩まされて不眠症に陥り、立ち往生していたところをシルビアたちに救われてナカマとなる。
コブシ
ホムラの里出身の武道家。同胞たちと共に食料を求めて旅に出ていた。しかし帰途の最中、太刀打ちできないほどの強い魔物に襲われて食料を根こそぎ奪われてしまい、途方に暮れていたところをシルビア一行に救われる。その礼と修業を兼ねて一行に加わった後、ナカマとなる。
パンチョ
声 - 下和田ヒロキ
シルビアの知り合いが団長を務めるサマディー王国のサーカス団の新人団員。
異変後の現状を鑑みて休業を決めたサーカスの最後の興業のための助っ人メンバーを探していたが中々集められずに難儀していたときにシルビア一行と出会い、興業の手助けをしてもらう。その後、スーパースターである彼の元で芸の修業を積むべく一行に加わり、後にナカマとなった。
トンタオ
声 - 最上嗣生
サマディー城下町の酒場にいた占い師。サーカス団の最後の興業の助っ人としてスカウトされた後、芸の修行のためにシルビアの仲間に加わり、のちにパンチョと共にナカマとなる。
バッチ
声 - 後藤ヒロキ
サマディー城下町の教会近くで小太鼓を叩いている鼓笛隊の兵士。サーカス団の最後の興業の助っ人としてスカウトされた後、芸の修行のためにシルビアの仲間に加わり、のちにパンチョと共にナカマとなる。
レンズ
赤ぶち眼鏡をかけた植物学者の男性。狂暴化した植物を救う術を求めてシルビア一行の手助けを受けた後、世界中の植物を救う夢を叶えるため一行に加わり、ナカマとなった。
ランス
ソルティコの町の武器・防具屋の息子のデルカダールの騎士で、幼い妹がいる。
異変前ではドゥーランダ山の入口を閉鎖している。異変後のシルビアの追加シナリオでは、サマディー地方の南にてダンスニードル・強の4体に襲われている親子を目撃するが、恐怖に怯えて立ちすくんでしまう。そこに現れたシルビア一行に助けを求め、魔物が撃破され、親子が解放された後に一行に加わり、ナカマとなった。

#### 気高き戦姫マルティナ
メガモリーヌ
声 - 長縄まりあ
妖魔軍王ブギーの右腕。異空間に自ら作り出した妖魔の監獄の中で、彼に反抗する者を魔物との戦いの練習台にする事でいたぶっている。
実はブギーとは恋愛関係への発展を前提に交換日記を交わし合う間柄で、ブギーに関心を持たれているマルティナを目の敵にしており、妖魔の監獄に入り込んできた彼女をいたぶるべく立ちはだかる。

#### カミュと不思議な相棒
ホミリン
声 - 尾崎由香
異変後にカミュが一人はぐれ、魔軍のアジトで捕まった時に出会った不思議なホイミスライム。カミュの身の上ややるべき使命のことなどをそれとなく察していたりとどこか謎めいているが、善良な心の持ち主で、脱走を手助けしてくれる。
その正体はかつて彼に預言を示して主人公に引き合わせた預言者である。彼を救い導くべくホイミスライムに姿を変えて手助けをし、追い詰められた彼を救うため力を授けた代償として彼を記憶喪失にしてしまった。

#### ロウと幸せの王国
謎のバニーちゃん
意識不明の状態から目覚めたロウの目の前に現れた、彼の愛読書「ピチピチ★バニー」の表紙のバニーガールそっくりな謎の女性。意味ありげな言葉で彼を平和なユグノア王国の幻に誘う。
その正体は世界変時に命を落とし冥府に降りていた武道の師・ニマ大師。命を懸けて自分の元へ赴いてきた彼を試すため、あえて幸福な日々の幻を見せつけていた。正体を現して一騎打ちを挑んだ後、幻影を振り払い魔王打倒の意志を貫いた彼を認めて厳しい修行を施す。

#### グレイグとホメロス
黒い影
デルカダール城・2階の王座の間で魔道土ウルノーガを倒した直後にニズゼルファが復活した影響で出現した謎の黒い影。
その正体はゲームクリア後の世界では主人公の不意打ちに失敗して倒され、ロ封じのため殺害されたホメロスの心の闇の化身。
ホメロスの心を理解できずに闇から救えなかったことを悔いていたグレイグとの一騎打ちの果てに敗北。生前の姿に戻ると同時に正気だった頃の意識を取り戻し、ウルノーガに傾倒するまでの経緯とグレイグに対する複雑な胸の内を明かす。そして「まだオレを友と呼んでくれるのか？」との問いにグレイグが迷いなく頷いてくれたことで未練から解放され、共に勇者のために戦うという誓いを果たすべく光となってグレイグの鎧に宿り昇天した。

### ボイスドラマの人物
カムイ
声 - 斎賀みつき
遥か北の故郷を出て、相棒の竜・ホロと共に修行の旅をしている戦士。ヒメナミに惚れて彼女と交流を続けていた。しかし悪霊の器にされたことを知らずに手にかけた事でイヅナ率いる村人に取り押さえられ、ホロを失った絶望から人食い火竜となりゴウエンの国を焼き尽くしてしまった。
ヒメナミ
声 - 斎賀みつき
イヅナの娘。15歳。母の命により生まれた時からゴウエンの国の塔に幽閉されていた。
イヅナ
声 - 斎賀みつき
亡き夫に代わりゴウエンの国を支配している巫女。16年前、この世を支配するほどの強大な力を得るため、その代償として悪霊に腹の中のヒメナミを生贄に捧げていた。また。彼女が16歳になった時に悪霊の器にする契約を交わしていた。
エリオ
声 - 水科葵
不治の病に冒されていた少年で、父と二人で暮らしていた。シルビアとは友人関係で、彼に連れて行ってもらったサーカスを観て笑顔を取り戻した。しかしその一週間後に容態が急変して息を引き取った。
マダム・ローズ
声 - 柚木尚子
有名なサーカス団の女団長で、シルビアの亡き母・ガーベラの仲間だった。彼は彼女と出会ったことで旅芸人を志すようになる。
オスカー
声 - 川原慶久
ゼーランダ山の森の警備隊隊長を務めるスライムナイト。はぐれた相棒のスラエール（声 - 木野日菜）をベロニカとセーニャに良くしてもらった恩に報いるため、姉妹が再会する手助けをする。
ドン・カンノーリ
声 - 木下紗華
ゾンビたちを操る秘宝「青の洞窟の指輪」の力で急速に勢力を伸ばしている女盗賊。世界中の宝を集めるのに人間の寿命が足りないと感じて自ら魔物と化した。

## 用語
勇者の星 / 黒い太陽
伝承では邪神を倒したローシュが天に昇って星になったとされ、「勇者の星」と呼ばれていたが、その正体はセニカたちに封印された邪神の肉体が眠る球体であり、16年前の時点で赤く鈍く光るようになっていた。冒険の途中で、邪神の分身である「黒い精霊」に呼び寄せられサマディー地方に落下し始めるも、異変後の世界ではウルノーガがこれを両断し、邪神の復活を阻んでいる。しかし時間遡及後、ウルノーガが倒されると、黒い精霊は再び勇者の星を呼び寄せ、勇者の星は地面に落下。黒い精霊と一体化することにより邪神は復活し、禍々しい気を放つ「黒い太陽」となって再び空に浮かび上がった。
勇者のチカラ
左手の甲に紋章型のアザとして表される、作中ではローシュと主人公の2人だけが持つ能力。命の大樹の根が持つ過去の記憶を再生したり、大樹の魂や聖なる種火に触れることができたり、一部登場人物の奇病を治せたりするなど、特別な存在。魔王ウルノーガは、勇者のこのチカラの獲得を望み、暗躍していた。
命の大樹を訪問した際、主人公はウルノーガによって勇者のチカラを奪われロトゼタシアの崩壊を招いてしまったが、内なる力が完全に消滅したわけではなかった。その後、預言者と会うことなどにより、彼は徐々に力を取り戻していく。時間遡及後に邪神を倒した後には、セニカを元の姿に戻した上で勇者のチカラを譲り移し、彼女が過去へ戻りローシュのもとに向かう手助けをした。
勇者のつるぎ
主人公一行が、ウルノーガの策略により奪われた「勇者のつるぎ・真」の代わりにヒノノギ火山にある伝説の鍛冶場で新たに鍛造した剣。
勇者のつるぎ・真
ローシュ一行が伝説の鍛冶場で鍛造した剣。邪神封印後、セニカによって命の大樹内に安置されていたが、ウルノーガの策略により奪われ「魔王の剣」へと変質させられてしまう。
主人公もローシュと同じ方法で勇者のつるぎを鍛造する。ローシュ作との大きな相違点として、バトルで道具として使うと、味方1人の悪い効果をすべて解除できる特徴を持つ。一回目（異変後）に鍛造した剣はゲームクリア後の新展開において、時のオーブを割るために使用し壊れてしまう。時間遡及後にも同様の手順によって鍛造でき、後に鍛冶による改造で「勇者のつるぎ・改」となる。こちらはストーリー上は必須ではないが、主人公の最強武器の一つとなっている。
ローシュたちが造った「勇者のつるぎ・真」はゲームクリア後の時間遡及した世界で入手することになる。邪神ニズゼルファとのバトルでは道具として使用し、「闇のころも」を破ることができる。これは主人公作にはない、大きな相違点となる。なお、それぞれの勇者のつるぎ二本の二刀流装備も可能。
ローシュたちの「勇者のつるぎ・真」は全体が「ロトのつるぎ」と同一形状をしており、主人公たちが造った「勇者のつるぎ/勇者のつるぎ・改」は刀身および柄の部分が「天空のつるぎ/ラミアスのつるぎ」と酷似した形となっている。
6つのオーブ
シリーズ作品ではお馴染みの宝玉。命の大樹への道を開く鍵となる物で、ストーリー中盤までは6つのオーブを求めて各地を旅する。異変後は魔王配下の六軍王がオーブの力を利用している。
千里の真珠
海底王国ムウレア・海底宮殿に納められている人魚族の秘宝。
闇のオーブ
ホメロスが、命の大樹で主人公たちを襲った際に持っていた禁断の宝玉。
時のオーブ
忘却の塔にある、失われた時の化身が古より紡ぎ続けたロトゼタシアの時の結晶。このオーブを勇者のチカラを持つ者が勇者のつるぎを以て砕くことで、世界の時を断ち切り過去に戻ることができる。これは魔王にも邪神さえもできないことだが、過去に戻る際の時のオーブの暴走は時の渦に飲まれる危険性もあり、また過去に戻れるのはオーブを砕いた勇者本人のみで、再び元の時間軸に帰ってくることができない、必ず成功するとは限らず失敗すると時の狭間に永久に閉じ込められてしまうなど、リスクも大きい。
シルビア号
主人公たちが利用することになる、シルビア所有の大型外輪船。乗務員のアリスは整備から操縦まで、船に関する業務全般を一任されている。
ケトス
声 - 豊口めぐみ
かつて先代勇者たちと共に戦った、神の乗り物と呼ばれる空飛ぶ巨大なクジラ。覚醒することで金色に輝く姿となり、邪神が作った闇の結界を突破する能力を得る。
ヨッチ族 / 失われた時の化身
勇者以外の者には姿を見ることも触ることもできない、不思議な半透明の妖精。時の行く末を見守る種族。その中で1匹だけ黒いヨッチ族らしき妖精（黒い精霊＝邪神の分身）が勇者たちの行く先で現れている。ヨッチ族という呼称は3DS版とSwitch版のみに登場している。
聖竜
声 - 潘恵子
命の大樹のもう一つの姿ともいえる存在で、この世界の創造主。まだ世界が死の大地に過ぎなかった遥か昔、邪神と戦い敗れ去ったが、神の民たちの奇跡によって命の大樹となった。そして現在のロトゼタシアが誕生する。
ロト
真の勇者のみに与えられる称号。ゲームクリア後の新展開において、ロトゼタシアの脅威を完全に討ち払った主人公に与えられ、その名は以後の歴史で末永く語り継がれていき、本作におけるEDでナンバリングタイトルにおける『I』から『III』に関する事実が明かされることになる。

### 『過ぎ去りし時を求めて』への公式見解
2017年9月29日、東京都内のユナイテッド・シネマ豊洲にて、ゲームクリア済プレイヤーを主対象とした公式イベント『カウントダウンカーニバル 番外編 〜ネタバレするとはなにごとだ！〜 ネタバレイトショー』が開催された。イベント終盤（公式配信番組上では2時間22分経過以降）、本作に対する疑問回答コーナーにて「主人公が過去に戻った後（残された元の）世界はどうなったのですか?」という質問が第一に紹介され、これについて堀井雄二は「パラレルワールド化するのではなく、歴史は収束されて一つにまとまっていく」と回答。一方で「各プレイヤーの色々な解釈を全否定するつもりはない」とディレクターの内川毅が補足し、堀井も「自分なりに色々思ってくれれば」と締めた。
なお、先行した（公式配信番組上では2時間17分経過以降）小ネタ紹介コーナーでは、真エンディングの一シーンに登場した“一対の本”についても触れられたが、内川ディレクターは「具体的に何を意味するかは（現段階では）明かさない」とした。

## 各バージョンの特徴

### オリジナル版
PS4
- UE4により、リアル頭身でのキャラクターを始め、背景も高い場所や遠くの場所までが緻密に描かれた3Dグラフィックスとなっていてキャラクターのみトゥーンレンダリング処理を施している。フィールドに表示されるキャラクターは主人公固定で、仲間は表示されない。
- 従来のワールドマップ式ではなく、町やダンジョン間の移動はエリアと呼ばれるフィールドマップの道を切り替えて進んでいく方式になっている。3DS版や従来型のワールドマップも進行のため移動範囲が制限されたデザインであるため、ゲーム性に大きな影響はない。
- エリア移動時などにオートセーブが機能し、ゲームデータを自動記録していくこともできるが、それとは別に、従来通りの任意セーブも用意されている。
- 移動操作にはジャンプがあり、それによって屋根の上に登ったりもできる。またマップが広いので、馬や船での移動時は加速ができる。
- 戦闘シーンでは従来作のように、ターン最初に仲間全員のコマンドをまとめて入力するのではなく、各キャラクターの行動順が回ってきた際にコマンド入力し、その直後に行動が実行される形式となる。また、「フリー移動バトル」と「オートカメラバトル」の2つのモードを、非戦闘時に「バトル演出切り替え」設定で切り替えることが可能。この設定による有利、不利は起きない。
- PS4版のカジノには、パチスロのような目押しができるマジックスロット、通称「マジスロ」がある。さらにミニゲーム要素として「ボウガンアドベンチャー」も用意されている。ある程度ストーリーを進めるとボウガンが入手でき、それで各エリアに5つずつ隠されたマトをすべて射ると、エリアごとに賞品が貰える。なおボウガンには、遠くの魔物に向かって撃ち、こちらに誘き寄せるという使い方もある。
- ローディング画面では「まめちしき」として、ゲームのコツから各キャラクターの背景設定にいたるまで様々なTips表示が行われる。

3DS版
- 二種類のモード
  - 3Dモード：前作『X』をベースにしたポリゴン描写だが、キャラクターの頭身は下げられたうえでトゥーンレンダリング処理を施され、マップ描写が簡略化されたディフォルメ表現。雰囲気的には前々作『IX』や3DS版『VII』に近い。PS4版と違い、仲間も主人公の後ろに表示される。
  - 2Dモード：キャラクターから背景にいたるまですべてが、『VI』やSFC版『III』に近い16bit風のドット絵で表示される。
  - 序盤は3D・2Dが上下二画面で連動し、その後は3Dか2Dのどちらかを選択して進行する。両モードは教会で切り替えが常時可能。上画面にはメインのゲーム画面が表示され、下画面にマップが表示される。オープニング映像などの特定シーンでは、PS4版と共通のプリレンダムービー[注釈 36]が流れる。漢字表示の違いは3Dモードではルビ付きかルビなしを選択できるが、2Dモードはルビなし固定となっている。

- 時渡りの迷宮
  - ストーリーを進めると時の化身ヨッチ族の村に行けるようになり、「時渡りの迷宮」に挑戦できる。「時渡りの迷宮」はフィールド（2Dモードは「かくれスポット」）でつかまえたり、すれちがい通信（ストックできる上限は10人）や「いつの間に通信」で集めたヨッチ族を派遣する（同時に8体まで）。一部の敵はバリアを貼っていて通常の攻撃を受け付けないが、バリアの色と同じヨッチ族は攻撃でバリアを消すことが可能なほか、呪文（後述）はバリアを無視して敵にダメージを与えることができる（2色のヨッチ族や、全色のバリアに対応したメタルもいる）。迷宮の宝箱には素材やヨッチ族の装備（ぼうし）のほか、「冒険の書の合言葉」が入っていることがある。

- ヨッチ族
  - それぞれに名前（スタッフに関連したものもいる）、ランク（S～F）、やる気、武器、攻撃力、体の色などがある。「やる気」はモンスターからの攻撃を耐えられる数値で、迷宮内でダメージを受け、やる気を無くしたヨッチ族は去っていく。スキルゲージが溜まると色に相応した呪文を使用できるようになる。
  - すれちがい通信用には「おでかけヨッチ」（プレイヤーがゲーム内でつかまえたもの）、「おともヨッチ」（通信で手に入れたもの、配信記録が一杯だと登録できない）が登録可能。50体までヨッチ族をストックできる。
  - 通信で手に入れたヨッチ族はVIPアルバムに20体まで登録可能。登録されたヨッチ族はやる気を無くしてもいなくならないが、復活させるにはゴールドが必要。繰り返しすれ違った「おでかけヨッチ」はやる気と攻撃力が強化される。
  - 一部のすれちがい通信中継所（家電量販店など）では期間限定で「オリジナルヨッチ族」の配信を行っていた。いずれも2色の体で、レアなぼうしを装備している。

- 冒険の書の世界
  - ヨッチ村にある祭壇の間には異なる世界に生きた伝説の功績が冒険の書として刻まれているが、何者かによって穢されていた。「冒険の書の合言葉」を入手すると過去シリーズの世界へ行くことができるようになり、そこで起きた事件を解決することになる。クエストクリアのためには他の世界に行く必要があったりするものもある。1フロアしか移動できないものと「ロンダルキアへの洞窟」などダンジョンまるまる再現したものがある。
  - 第1作（『I』）から『VI』までの世界は2D（『I』と『IV』はFC版、それ以外はSFC版を再現）に、『VII』から『X』までの世界は3Dに固定。音楽も、その作品のBGMが使用されている。これらは本編でも使用されている他の過去の作品の音楽と同様にオーケストラ版のアレンジを基にしたものであるが、『I』と『IV』の世界ではファミコン版のBGMが使用されている。
  - 事件をすべて解決すると「過ぎ去りし時の祭壇」が現れ、冒険の書を汚した張本人である、追憶の番人たちや時の破壊者と戦うことになる。

### 北米版
PS4 / Steam版にて発売された。
オリジナルPS4版をベースに様々な追加要素とバグ修正がされている。
- PS4版・3DS版であった早期クリアで『I』が無料ダウンロードできる特典は削除された。

#### 追加要素
- 英語キャラクターボイスを追加。
- 主人公がフィールドでダッシュできる。
- 一人称視点追加。
- スキルリセットがホムラの里から可能。
- しばりプレイ（楽な戦いは経験値なし、すべての敵が強い）が新たに追加。

### 11S
北米版をベースにSwitchの仕様で動くように再調整されている。
- ムービーのコーデックをWebM VP9に変更、ビットレートを半分に。
- メッシュをSimplygonに変更、アセットの容量を削減。
- 草と木を最適化、北米版と比べるとグラフィックの低下。

#### 追加要素
- 日本語のキャラクターボイスが追加された。ボイスは設定でオフにすることもできる。
- 3Dモードと2Dモードを切り替えできるようになった。3Dモードでは仲間も後ろに表示される。3Dモードのみ漢字表記のルビ付きかルビなしの選択ができる（2Dモードはルビなし固定）。
- オーケストラ版音源が追加され、従来のシンセサイザー音源と選択できるようになった。
- 新ストーリーが追加された。大樹墜落後に散り散りになったパーティがどのように過ごしていたかを追体験できるようになっている。
- エマ以外の結婚（同居）できるキャラクターが追加された。女性だけでなく男性も選択できる。パートナーと神の岩に散歩することで、各キャラクターごとに専用のイベントが発生する。
- 真の裏ボス「失われし時の災厄・失われし時の怨念」が追加された。
- 連武討魔行に、裏の試練が追加された。
- ヨッチ村へ行けるタイミングが変更された。3DS版は荒野のほこらとホムラの里の中間だったが、11Sではサマディー地方への関所前となった。また、ヨッチ村は2Dモードに固定となった。各冒険の書の世界も2Dモードと同様の32bit風のグラフィックに変更され、BGMはファミコンのような8bit風となった。
- 「冒険の書の合言葉」は「時渡りの迷宮」の宝箱からではなく、各地に点在するヨッチ族に話しかけることで入手する方式になった。
- キラーパンサーなど新たなモンスター乗り物も追加され、乗り物で吹き飛ばしたモンスターから経験値を入手できるようになった。
- 「見た目装備」システムが導入され、おしゃれ装備を所持していれば装備せずとも外見を変更することができるようになった。この機能により、防具を装備できない縛りプレイ中もバニー姿になるクエストをクリアできるようになった。
- 「馬呼びのベル」でどこでも馬を呼んだり、ふしぎな鍛冶をキャンプ以外の場所でも行えるなどの便利機能が集約された「べんりメニュー」が追加された。
- ウマレースの攻略が容易になる「おうごんのたづな」というアイテムを購入できるようになった。
- しばりプレイ「戦闘から逃げられない」が削除され、新たなしばりプレイ「超恥ずかしい呪い」「町の人にウソをつかれる」「主人公がやられたら全滅」が追加された。

#### 削除要素
- ボウガンアドベンチャー
- 時渡りの迷宮
- しばりプレイ「戦闘から逃げられない」
- 一人称視点モード

## スタッフ
堀井は前作『X』の運営段階に入ってからは監修に留まっていたが、『XI』では現場に戻っており、シナリオは細部まで関わった。『X』から齋藤陽介がプロデューサーを続投。また、二機種同時開発であることや、齊藤が同時期に『ニーア オートマタ』のプロデュースも手がけていた事情があったこと、さらに若手育成の観点から、齋藤の下にPS4版と3DS版のプロデューサーとして岡本北斗および横田賢人が付くこととなった。齊藤はどうしても自分が関わる必要がある場面とプロモーションを除いて、基本的に岡本と横田を見守るスタンスであったという。その後、『11S』では岡本が単独でプロデューサーを務め、横田はモンスターズシリーズのプロデューサー（前任者の犬塚太一はシリーズプロデューサーという肩書になる）に転じている。
ディレクターは『IX』『X』『ドラゴンクエストモンスターズ』シリーズに関わった内川毅が一括して担当した。内川が全体を見なければならない事情からすべてを監修することはできず、岡本と横田が自担当のプラットフォームのディレクション業務もこなす状況であったという。このため、実態としては岡本・横田・内川の三人四脚のトップ体制で開発は進められた。
技術部門の統括であるテクニカルディレクターは前作『X』のWii U版、オフラインモード、冒険者のおでかけ便利ツール（現：冒険者のおでかけ超便利ツール）を手がけた紙山満が担当した。
『X』と同様にスクウェア・エニックス社内の開発で、PS4版はオルカが、3DS版はトイロジックが開発に協力した。方針を決めるリード層を社内スタッフが担い、両社は現場担当を務めた。
『11S』ではPS4版チーフプランナーだった八木正人が開発ディレクター（内川は監修的立場となる）となり、新チーフプランナーの2人もバトルプランナーやプロジェクトマネージャーからの昇格、2Dモードの開発協力がアルテピアッツァになるなど、開発体制にも変化が見られた。
- ゲームデザイン＆シナリオ：堀井雄二
- プロデューサー：齊藤陽介
- PS4版＆『11S』プロデューサー：岡本北斗
- 3DS版プロデューサー：横田賢人
- ディレクター：内川毅
- PS4版＆『11S』開発協力：オルカ
  - 開発ディレクター：高橋徹
- 3DS版開発協力：トイロジック
  - 開発ディレクター：寺尾唯
- 『11S』開発協力：アルテピアッツァ
  - プランニングディレクター：杉村幸子[49]
  - 2Dアートディレクター：眞島真太郎[49]
- テクニカルディレクター：紙山満
- チーフプランナー：土谷雄一
- PS4版チーフプランナー[注釈 38]：小川公一、八木正人（『11S』開発ディレクター）
- 『11S』チーフプランナー：大澤義隆、永山明彦
- キャラクターデザイン：鳥山明
- アートディレクター：中津英一朗
- 音楽：すぎやまこういち

## 沿革

### 2013年
- 2013年 - ストーリーの方向性が決定。企画開始当初はPS4のみでの発売予定であったが、採算面で不安視されたため、3DS版も追加された[12]。

### 2015年
- 2015年7月28日 - スクウェア・エニックスの「ドラゴンクエスト新作発表会」において堀井雄二、齊藤陽介らが登壇し、PS4と3DSの二機種での開発を発表。実機による開発中バージョンのデモンストレーションが行われた。発表会の最後には、NX（のちのNintendo Switch）版の発売も予定していることが発表された。
- 2015年8月28日 - 東京芸術劇場での、すぎやまこういち指揮、東京都交響楽団演奏による「交響組曲 ドラゴンクエストVIII in 第29回ファミリークラシックコンサート～ドラゴンクエストの世界～」のアンコールピースとして「ドラゴンクエストXIの序曲」が「世界初演」された。

### 2016年
- 2016年12月17日 - 集英社主催イベント「ジャンプフェスタ2017」にて開催された本作のスペシャルイベントステージ上で、PS4・3DS版を2017年に発売すると発表。あわせて主人公の簡単な出自や相棒カミュの存在、両機種共通オープニングムービーなどが公開。同時に公式のティザーサイトもオープン。

### 2017年
- 2017年4月11日 - Switchに対応したUnreal Engine4.15がリリースされた[23]。
- 2017年4月11日 - 「ドラゴンクエストXI発売日発表会」が開催。PS4版・3DS版共に7月29日に発売することが発表された。
- 2017年7月17日 - DLCを用意しないことが発表された[50]。
- 2017年7月28日 - Switch版の開発準備していると発表[51]。
- 2017年7月28日 - （日本時間は発売当日の29日）に北米・欧州版「Dragon Quest XI: Echoes of an Elusive Age」のリリースが発表された（ただし機種等の詳細は明かされなかった）[52]。
- 2017年7月29日 - 『オリジナル版』PS4・3DS版が同時発売。対応機種・プラットフォームはPS4、3DS、Steam。
- 2017年7月31日 - パッケージ版の販売本数は発売後の2日間で、両機種合計200万本を突破。内訳はPS4版が約95万本、3DS版が約113万本。
- 2017年8月7日 - ダウンロード販売とパッケージ出荷を合わせて、両機種合計300万本を突破したと発表。[12]
- 2017年11月11日 - 繁体字版「勇者鬥惡龍XI 尋覓逝去的時光」が発売された。対応機種・プラットフォームはPS4。

### 2018年
- 2018年9月4日 - 『北米版』が発売された。対応機種・プラットフォームはPS4/Steam。Switch版も同時発売予定だったが開発が間に合わなかった[53]。
- 2018年9月23日 - Switch版のタイトルが『11S』に決定[25]
- 2018年9月29日 - 内川毅Dと岡本北斗PがDQXI Dev Team Interviewに出演。『オリジナル』版はシナリオを遊びやすい量まで大幅に削っていると明言[54]。
- 2018年11月6日 - 日本版を含めた全世界での売り上げ本数は400万本を超えたことが発表された[55]。

### 2019年
- 2019年8月21日 - 「たっぷり遊べる体験版」が配信開始された。
- 2019年8月23日 - 『11S』日本版がマスターアップが報告された。
- 2019年9月27日 - 『11S』が世界同時発売。対応機種・プラットフォームはSwitch。有料DLCも同日発売。

### 2020年
- 2020年7月24日 - Microsoftのデジタルイベント「Xbox Games Showcase」で『11S』Xbox One版の発売を正式発表[56]。同日、PS4、Steam、PC版の発売も発表[7]。
- 2020年9月24日 - 全世界においての出荷・DL販売本数がSwitch版を含めて600万本を突破したことが発表された[57]。
- 2020年9月24日 - 『11S』のEpic Gamesストア版およびSwitch新価格版を発表。
- 2020年12月4日 - 『移植版』が発売。対応機種・プラットフォームはPS4、PC、Xbox One、Epic Gamesストア。Switch新価格版が発売。『北米版』の発売が終了[58]。
- 2020年12月5日 - 『移植版』が発売。対応機種・プラットフォームはSteam。

## コラボレーション
ドラゴンクエストX オンライン
2017年7月28日から8月14日にかけて『X』のオルフェアの街にシルビアが登場し、シルビアの衣装「パレードウェア」が貰えた。また、7月29日から11月15日までは、アズランの街に時の化身クルッチが登場。『XI』の「ふっかつのじゅもん」を入力することでアイテムが貰える。なおシルビアは2018年7月14日から8月14日にかけて再登場。2019年10月1日から10月23日にかけて『X』の岳都ガタラにカミュが登場し、カミュの衣装「疾き盗賊の衣装」が貰えた。また、「グレイグ」と「ホメロス」の像が貰えるプレゼントのじゅもんも配信。なおカミュは2020年11月11日から12月3日にかけて再登場。
大乱闘スマッシュブラザーズ SPECIAL
2019年7月31日、DLC専用の追加ファイター第2弾「DQ11の勇者（色変えでDQ3、4、8の勇者に変更可能）」が初登場。

## ダウンロードコンテンツ

### 『オリジナル』
- 2017年7月29日 - 早期購入特典（しあわせのベスト・なりきんベスト）

### 『11S』
- 2019年9月27日 - ボイス切り替え機能
- 2019年9月27日 - トロデーン王国セット（ゴージャス版限定、単体販売なし、日本以外では無料ダウンロード）
- 2019年9月27日 - ハッピー冒険セット（きせきのしずく×5、スキルのたね×5）
- 2019年9月27日 - うりぼうセット（ゴージャス版限定、単体販売なし、日本以外では無料ダウンロード）
- 2019年9月27日 - 発売記念DLC（しあわせのベスト・なりきんベスト）
- 2019年9月27日 - ノースレザースーツ（Nintendo Switch版 ドラゴンクエストXI 過ぎ去りし時を求めて S 新たなる旅立ちの書特典、日本以外では無料ダウンロード）
- 2019年10月26日 - 超・バッチリ冒険セット（ドラゴンクエストXI　過ぎ去りし時を求めて S　公式ガイドブック特典、日本以外では無料ダウンロード）

#### ボイスドラマ
- 2019年9月27日 - ボイスドラマ有料（1650円税込）配信開始。ゲーム本編では描かれなかった書き下ろしのシナリオで、『夢のゴージャス版』および『ゴージャス版』には無料ダウンロードコードが同封された。また、冒頭の一部音声をYouTubeスクウェア・エニックスチャンネルで配信している。

| 話数   | サブタイトル                  | 視聴配信日 (YouTube) | 登場人物 |
| ------ | ----------------------------- | -------------------- | --- |
| 第1話  | はじめてのともだち            | 2019年 8月28日       | グレイグ（幼少期）、グレイグ父、ホメロス（幼少期）、デルカダール王                                                      |
| 第2話  | 激闘！ロトゼタシア短歌大会！  | 9月5日               | カミュ、ベロニカ、マルティナ、グレイグ、シルビア、 セーニャ、ロウ、ハンフリー、マヤ、ホメロス、司会者、ニマ大師、ヤヤク |
| 第3話  | おてんば姫の涙                | 7月18日              | ロウ、マルティナ |
| 第4話  | 火竜の宿命～誕生編～          | 8月21日              | カムイ、ヒメナミ、イヅナ                                                                                                |
| 第5話  | オーレ！シルビア！            | 8月1日               | ジエーゴ、セザール、ゴリアテ少年、エリオ、マダム・ローズ                                                                |
| 第6話  | 愛のこもれび                  | 8月8日               | スラエール、セーニャ、ベロニカ、ファナード、オスカー                                                                    |
| 第7話  | ああ…青春のメダ女文化祭       | 7月25日              | ロウ、マルティナ、カミュ、ベロニカ、シルビア、セーニャ メダル校長、ファーリス王子、サマディー王                         |
| 第8話  | おいでませ♡スナック氷点下     | 7月11日              | 迷える子羊たち |
| 第9話  | 今宵あなたは ぱふぱふマスター | 8月15日              | ロウ、セーニャ、ポナコッタ（団長）、ファーリス王子 サマディー王、グレイグ、カミュ                                       |
| 第10話 | ふたりの盗賊と伝説の秘宝      | 7月5日               | カミュ、マヤ、デク、ドン・カンノーリ、預言者                                                                            |

### 『移植版』
- ボイスドラマ、トロデーン王国セット、ハッピー冒険セット、うりぼうセットが無料で同梱されている。

## 関連商品

### 書籍
- Vジャンプブックス ドラゴンクエストXI 過ぎ去りし時を求めて ロトゼタシアガイド for PlayStation 4（集英社、ISBN 978-4-08-779757-2）
- Vジャンプブックス ドラゴンクエストXI 過ぎ去りし時を求めて ロトゼタシアガイド for Nintendo 3DS（集英社、ISBN 978-4-08-779758-9）
- SE-MOOK ドラゴンクエストXI 過ぎ去りし時を求めて 公式ガイドブック PlayStation 4版（スクウェア・エニックス、ISBN 978-4-75-755315-6）
- SE-MOOK ドラゴンクエストXI 過ぎ去りし時を求めて 公式ガイドブック ニンテンドー3DS版（スクウェア・エニックス、ISBN 978-4-75-755314-9）
- SE-MOOK ドラゴンクエストXI 超みちくさ冒険ガイド（スクウェア・エニックス、ISBN 978-4-75-755432-0）
- Vジャンプブックス ドラゴンクエストXI 過ぎ去りし時を求めて キャラクターブック（集英社、ISBN 978-4-08-779778-7）
- Vジャンプブックス ドラゴンクエストXI 過ぎ去りし時を求めて S 新たなる旅立ちの書（集英社、ISBN 978-4-08-779779-4）
- SE-MOOK ドラゴンクエストXI 過ぎ去りし時を求めて S 公式ガイドブック Nintendo Switch版（スクウェア・エニックス、ISBN 978-4-75-756328-5）
- SE-MOOK ドラゴンクエストXI 過ぎ去りし時を求めて 公式設定資料集（スクウェア・エニックス、ISBN 978-4-75-756329-2）

### 他
- ドラゴンクエスト スライムコントローラー
ホリから発売されたスライム型のコントローラーで、背面や底面にボタンやスティックが配置されている。振動機能は無いが、連射機能のほか、PS4用はタッチパネル[63]、Switch用は加速度センサー/ジャイロセンサーを搭載している[64]。

### サウンドトラック
- 交響組曲「ドラゴンクエストXI」過ぎ去りし時を求めて（キングレコード、2018年1月24日）- 東京都交響楽団演奏。